# 空気銃

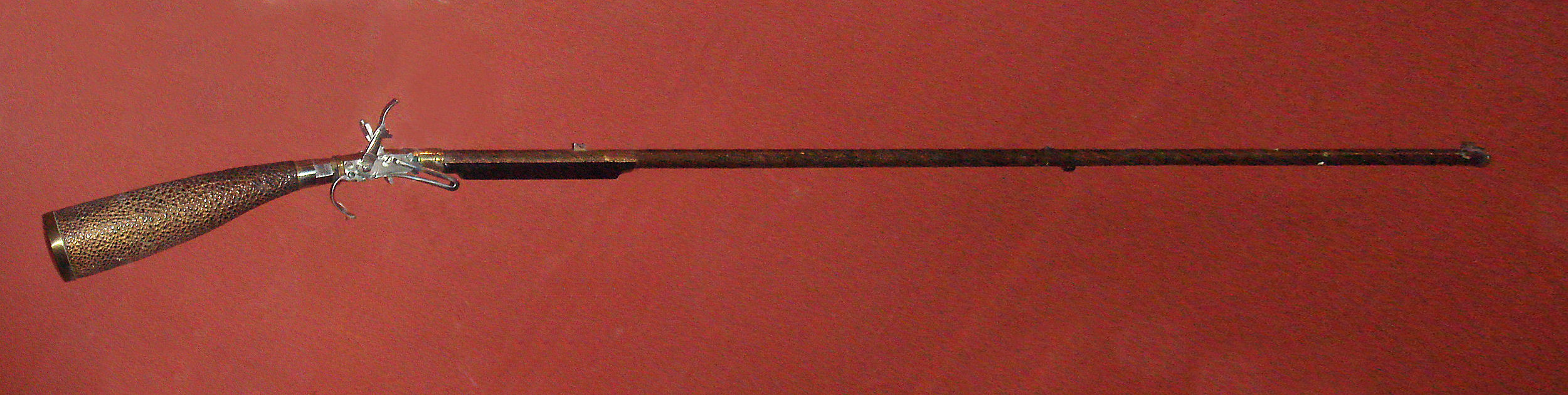
国友一貫斎の空気銃。1820–1830年頃の製造

空気銃（くうきじゅう）とは、空気または不燃性ガスを用いて弾丸を発射する銃の総称。子供向けの玩具から、射撃、狩猟に用いるものまで、そのバリエーションは幅広い。日本では一般に「空気銃」と呼ぶ場合、公安委員会の所持許可が必要な「実銃」をさすことが多い。この項ではこの実銃としての空気銃を扱う。
英語圏では、一般に空気銃をairgun（エアガン）と称するが、日本で「エアガン」と呼ぶ場合は「エアソフトガン（遊戯銃）」をさすことが多い。

## 基本的な構造
空気銃の基本的な構造は、空気または不燃性のガスの圧力を用いて弾丸を発射する点においては玩具から実銃まで共通であるが、その圧力を得るための構造において以下のような方式に分類される。

### ポンプ式

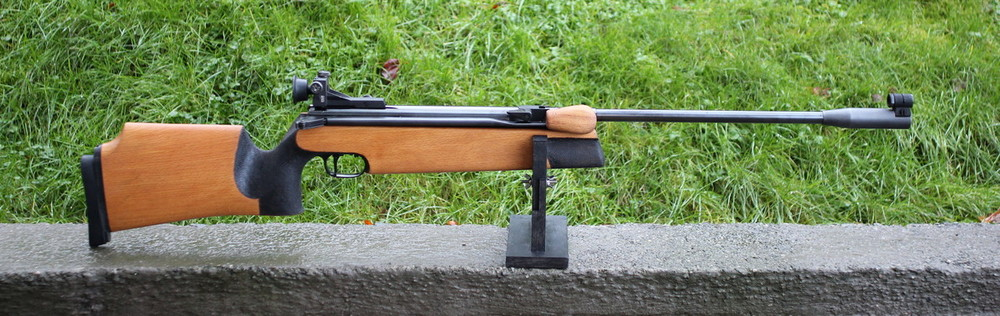
シングルポンプ(シングルストローク)式の競技用エアライフル、ワルサー LGR

ポンプ式は、銃本体に装備されたポンプを用いて蓄気を行い、その圧縮空気を用いて弾丸を発射する構造である。ポンピングは本体に装備されたレバーを用いて行う。その装着位置により、主にアンダーレバー、サイドレバーに分類され、一般にサイドレバーは競技用に、アンダーレバーは狩猟用に用いられる。競技用では主に一回のストロークで蓄気を行い、空気圧はレギュレータで一定に制御され、安定した初速を得る構造が一般的である。狩猟用では特にレギュレータは持たず、ポンピング回数を増減することで、使用ペレット（弾丸）の種類や猟場、獲物に応じた初速／威力を選択でき、これをマルチポンプと称する。
一般にポンプ銃は、撃発時に大きな可動部を持たないことから、反動も少なく高い命中精度を持つ。反面、発射ごとにポンピングという大きな動作を要するため速射性に劣る。また狩猟用ポンプ銃では、必要とされる空気圧、空気量ともに大きく、ポンピングには相応の筋力を要求される。日本ではかつて、シャープ（後にシャープ・チバ）製の狩猟用マルチポンプ銃が多く普及した経緯があり、プリチャージ全盛の現在でも愛用者が多い。
プリチャージが主流となったことで、この方式の空気充填に伴うボンベ、ハンドポンプ等の補器類が不要であったり、構造的に壊れにくく丈夫であるというメリットが再評価されることとなり、競技用、狩猟用ともに一定の人気と需要がある。
またこの方式特有のポンピング操作とは別に、撃発のためのハンマー／ストライカーのコッキング操作が必要なもの、ポンピングに連動して行われるもの、コッキング自体不要なものがある。国産のシャープ製エースシリーズおよびイノバはハンマー／ストライカーを持たず、蓄気の圧力で開こうとする排気バルブを直接シアで押さえるという独特の構造を持ち、コッキングは不要である。

### スプリング式

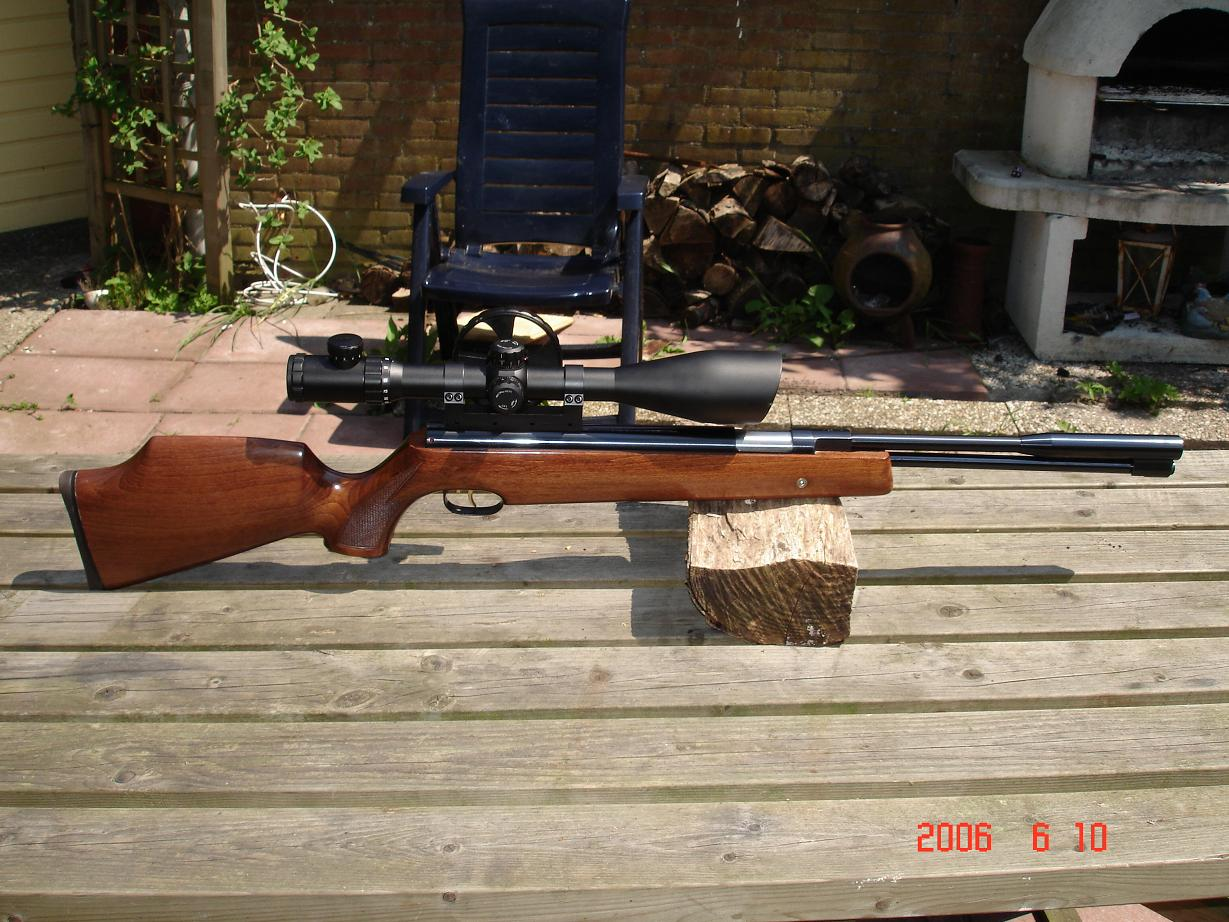
アンダーレバー型のスプリング式狩猟用エアライフル、Weihrauch HW97K

スプリング式は、空気銃全体ではもっとも代表的かつ普及した方式であり、シリンダー内に組み込まれたピストンを圧縮したスプリングの反力で前進させ、シリンダー内の空気を圧縮して弾丸を発射する構造である。同様の仕組みを持つ玩具に比べ格段に強いスプリングを使用するため、その圧縮（コッキング）にはテコの原理を応用する。このテコの方式によって、銃身そのものをコッキングレバーとして用いる中折式（ブレークバレル）、独立したコッキングレバーによる方式（サイドレバー／アンダーレバー）に分類される。構造がシンプルで丈夫であり、比較的安価なことから、海外ではプリンキング（気軽な射撃）から狩猟まで広く普及している方式だが、構造上反動や振動が大きく、他の方式と比べると射撃精度の面では劣るとされる。さらに日本ではプリンキングが法制上不可能なこと、優れた国産ポンプ銃が存在したことなどにより、現在はあまり普及していない。

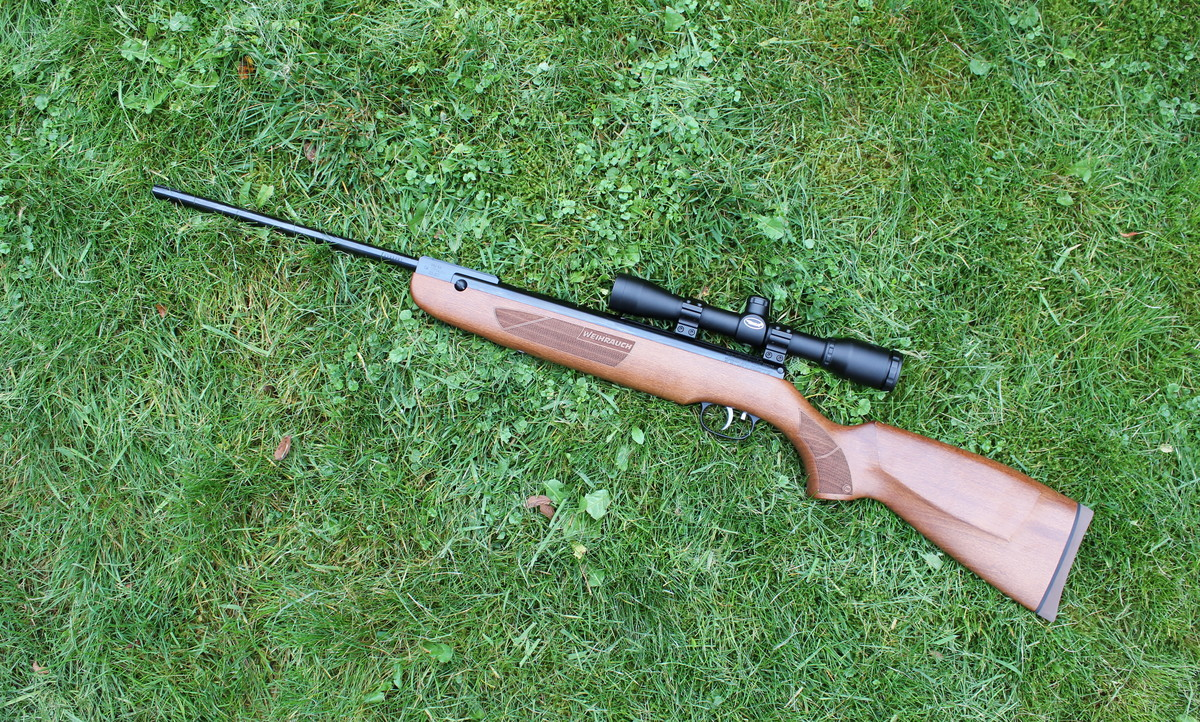
中折スプリング式狩猟用エアライフル、Weihrauch HW50S

競技用としてもかつては主流の方式であった。撃発時にバレルドアクション全体を後退させることで反動を減殺する構造を持ったファインベルクバウ150/300が競技用エアライフルの世界を席巻したが、ポンプ式競技銃（ファインベルクバウ600）の登場で射撃精度は大幅に向上し、競技におけるスプリング銃の時代は終焉を迎えた。

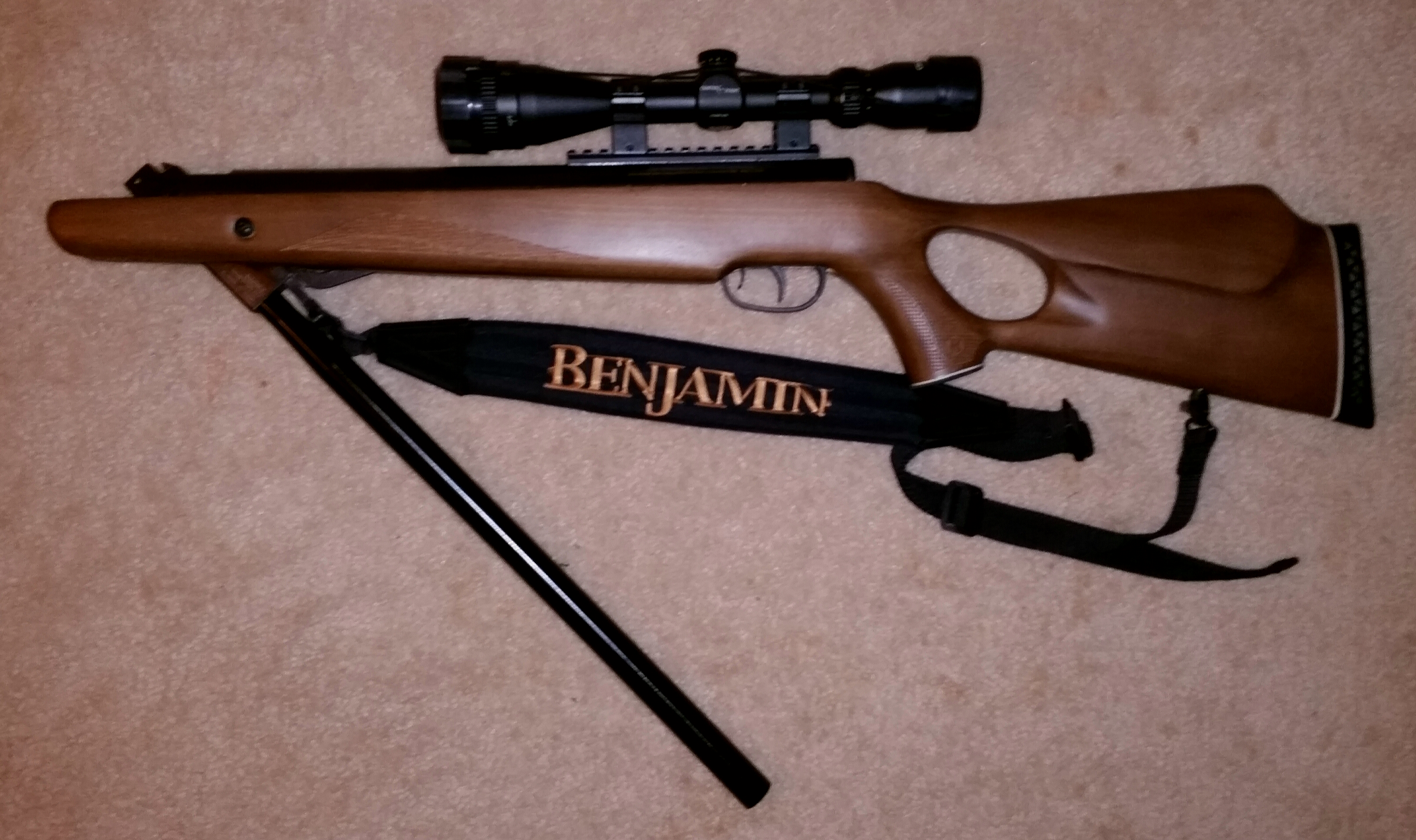
中折スプリング式エアライフルのコッキング。写真の銃はガスラム方式のベンジャミン トレイルNP/XL。

なお、近年では従来の中折れスプリング方式をベースに、内部にガス圧力で駆動する「ガスラム」を内蔵し、スプリングの圧力とガスラムの反発力を併用する事で、音速を超える銃口初速を実現したものも登場しているが、発射の際のピストン作動に伴う衝撃の大きさは変わらないため、ほかの形式とは異なる特性を射手が正しく理解した上で運用しなければ良好な命中精度を得ることは難しいとされる。

### ガス(CO2)式
ガス（CO2）式は、空気の代わりに圧縮された炭酸ガス（CO2）を用いて弾を発射する方式で、使い捨ての（CO2）カートリッジ(パワーレット)を銃に装填して使用するものと、親ボンベから専用のシリンダーに充填して使用するものに分類される。前者は主に狩猟用に、後者は競技用に用いられる。
ポンピングやスプリング圧縮といった大きく、力を要する操作が不要であり、速射性に優れ、特に狩猟用では携帯や交換が容易なカートリッジによるパワー供給のメリットは大きい。一方で、炭酸ガスは温度による圧力変化が大きく、特に狩猟では猟期が寒冷な時期であることから、外気温による圧力低下がデメリットとされる。
ガス（CO2）式同様のメリットを持ちつつ、しかも外気温による圧力変化の影響が小さいプリチャージ式の登場と、二酸化炭素の「環境に悪そう」というイメージへの忌避感から、この方式は急速に姿を消した。

### プリチャージ(圧縮空気)式

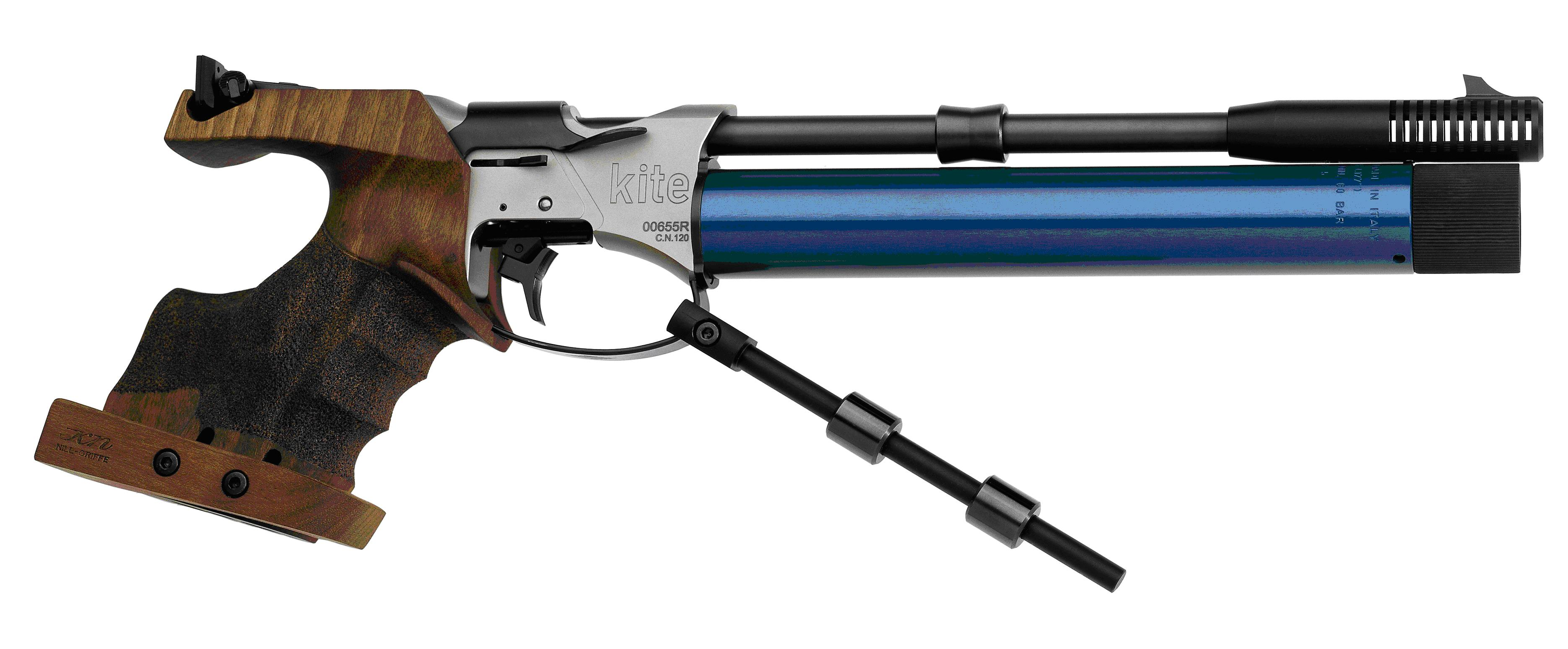
プリチャージ式競技用エアピストルの一例、ベネリ カイト。ISSF射撃競技における10メートルエアピストル競技で用いられたもの。

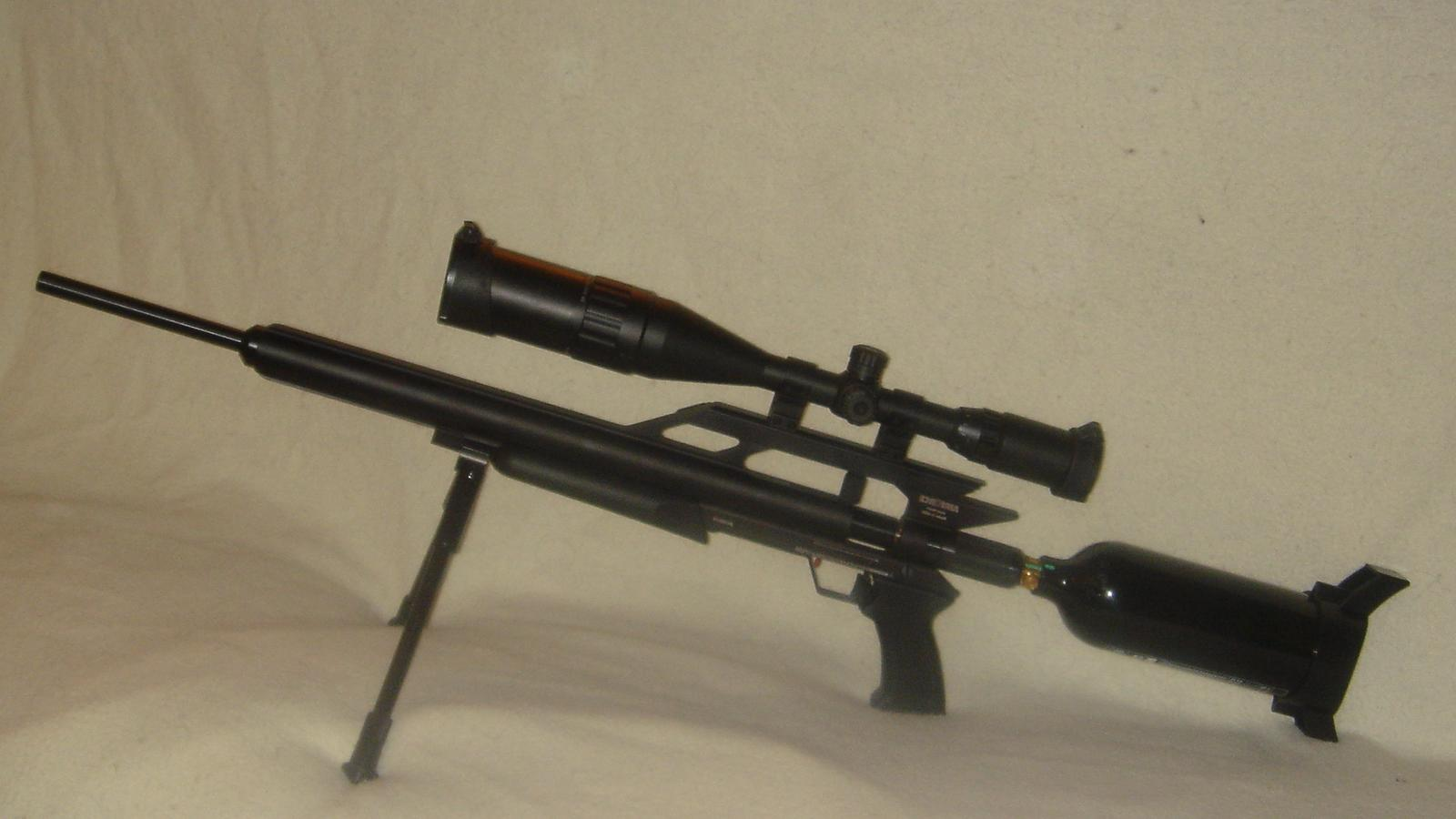
プリチャージ式エアライフルの一例、エアフォース・エアガンズ コンドル。パワーソースにはCO2も選択可能で、世界で最も強力な銃口初速を発揮するエアライフルの一つとされる。

プリチャージ（圧縮空気）式は、銃に装備されたシリンダーにおよそ200気圧に及ぶ高圧空気を充填し、弾丸の発射に用いる方式で、ハンマー／ストライカーで排気バルブを打撃し短時間開放することで、一定量の圧縮空気を小出しに使用する。ポンピング動作や大きな力を要するコッキング操作も不要（ハンマー／ストライカーのコッキングのみ）となり、射手は装薬銃のように射撃に集中することができるようになった。ポンプ式同様、撃発時に大きな可動部を持たない構造は高い射撃精度を持つ。競技用ではストライカーの打撃力だけではなく、レギュレータを装備し発射に使用する空気圧を一定に保つことで、一度の空気充填で多くの弾数を安定した初速で発射できる構造が一般的である。狩猟用では競技用に比べ弾数より威力に重点が置かれることから、レギュレータは装備しないのが一般的で、精密な射撃を行う場合には充填圧の管理が重要となる。
空気の充填には、自転車用空気入れに似た形状のハンドポンプ、あるいは潜水等に用いるボンベに充填した呼吸用の圧縮空気を用いる。ハンドポンプは手軽ではあるが、200気圧に及ぶ高圧空気の充填には相応の労力を必要とする他、充填時に圧縮され高温高圧になった空気から水分が分離することで生じる結露（ドレン）が、シリンダーや銃内部の腐蝕や劣化を招くことがあり、一般的には水分や不純物等を取り除いた呼吸用の圧縮空気の使用が推奨される。
この方式は、非常に高圧の空気を使用するため、気密のためのOリングやパッキン類が多用されている。これらは消耗品であり、たった一つのパッキンの損傷で発射不可能になるなど、デリケートな構造でもある。そのため使用頻度にもよるが、数年ごとのオーバーホールが必要となり、維持管理に手間がかかる方式でもある。
プリチャージには、充填に伴う補器類が必要であったり、構造的にデリケートであったりという欠点は持つものの、その射撃精度や利便性などのメリットは欠点を補って余りあるものであり、現在は競技用、狩猟用ともに主流の方式となっている。

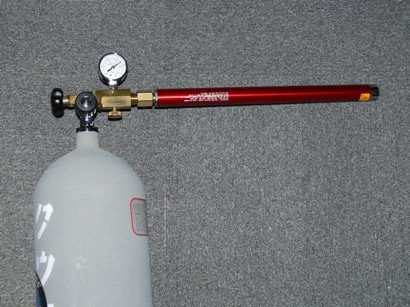
ダイビングタンクにエアライフルのシリンダーを接続した状態

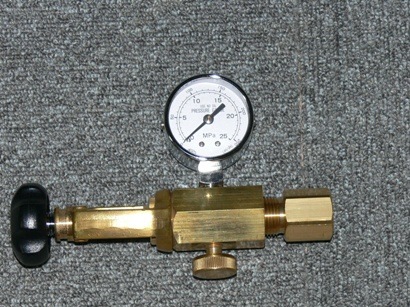
K-DIN変換コネクタ

## 種類
空気銃の種類はエアライフルとエアピストル（空気拳銃）に大別され、日本独自の銃種としてハンドライフルがある。通常、競技用の口径は4.5mmで、狩猟用の口径は4.5mm（177口径)、5.0mm、5.5mm(22口径)、6.35mm(25口径)、7.62mm、7.69mmがある。(30口径)
銃砲刀剣類所持等取締法で許可されていない口径は12.7mm（50口径)がある。8mm以上の口径は許可が降りない。

### エアライフル
空気または不燃性のガスにより弾丸を発射するライフル銃である。装薬ライフル銃（火薬で弾丸を発射するライフル銃）と同様に銃身にライフル（施条）が切られており、射撃精度が高い。狩猟用・競技用に使用される。海外では無許可で所持できるケースが多いが、日本では厳しい銃刀法の規制下にあり、実技面の教習等が免除となるものの、他の手続きは装薬銃（散弾銃）と同じである。現在は、狩猟用、競技用エアライフル共に、プリチャージ式（圧縮空気式）が主流である。

### エアピストル（空気拳銃）
空気または不燃性のガスにより弾丸を発射する拳銃である。方式や構造はエアライフルに準ずる。日本では口径4.5mmの競技用で、日本ライフル射撃協会（以下「日ラ」）が認めた銃のみ使用できる。所持には日ラの推薦が要求され、日ラに所属し、エアライフルもしくはハンドライフル、ビームピストルによる一定の実績と段級を取得することが必要になる。許可される総枠が500名と定められており、通常の所持許可とは異なり許可の更新は行われず、2年ごとに新規に推薦を得て所持許可申請をする必要がある。この際、競技参加の実績と所持年数に応じた一定の成績向上が要求され、その条件を満たしていない場合推薦はなされず、したがって所持許可申請もできない。このため500名の枠ではあるが、入れ替わりは激しい。

### ハンドライフル
拳銃の所持が難しい日本独自の銃種である。基本的にはエアピストルのグリップ部にライフル様の簡易なストックを装着し、銃身にはスリーブをかぶせて延長することで、エアライフルとしての寸法の基準を満たすようにしたものである。これにより法律上は拳銃ではなくエアライフルとして扱われ、所持が容易となる。ストックはあくまで寸法の基準を満たすためだけのものであり、拳銃と同様に片手により据銃して射撃を行う。

## 空気銃弾

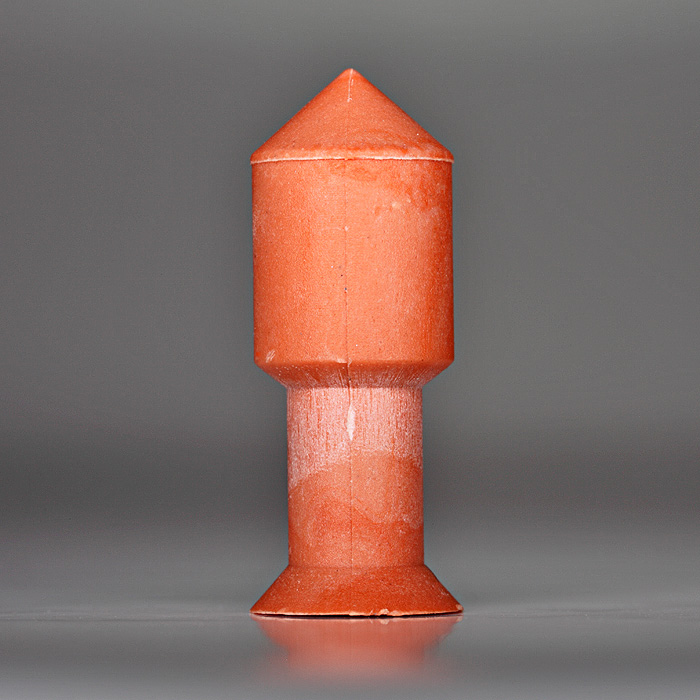
非鉛製空気銃弾の一例、ELKO ポインテッド・ポリ・マッチ

空気銃で用いられる空気銃弾は、材質は軟質な鉛である事が多く、アンチモンを適宜添加する事で硬度を高めている。競技用の空気銃弾は標的に着弾すると同時に推進力を失わせて跳弾を予防する目的で、アンチモンの添加量が少なめに設定されている。狩猟用の空気銃弾は貫通力や殺傷能力を高める目的でアンチモンの添加量が多めに設定されているが、猟区によっては野性鳥獣の鉛害を抑制する目的で鉛弾の使用が禁止されている区域もあるため、錫や硬質樹脂などによる代替品が用いられるケースもある。
空気銃弾は所持および販売に関して特に明確な法規制が存在しないため、原則として誰でも購入する事自体は自由である。しかし日本の空気銃規制史において、過去には無許可・無登録で空気銃が自由に販売できた時代が存在していた事から、こうした時代に市井に出たまま未だ銃刀法の下での管理下に置かれていない空気銃が違法な用途で悪用される事を防ぐため、銃砲店によっては空気銃弾の購入に際して銃砲所持許可証の提示を求められるケースもある。
一般的に、空気銃メーカーは自社製空気銃に最適とされるペレットを自製していたり、サードパーティーの特定の銘柄を指定している事が多いが、装薬ライフルにおけるハンドロードの意義と同様に、エアライフルに於ける命中精度の向上のためには純正指定に必ずしも拘ることなく様々な形状のペレットを試用し、自らの空気銃に最適な形状の空気銃弾を見出す作業が必要となる。
| 空白 | 空白   | ペレットの種類             | 毒性 | 生産状況   | 硬さ（鉛との比較） | 比重（鉛との比較） |
| ---- | ------ | -------------------------- | ---- | ---------- | ------------------ | ------------------ |
|      | 鉛     | 鉛弾                       | 有毒 | 国産・輸入 | 約1倍              | 約1倍              |
|      | 鉄系   | 鉄（スチール弾）           | 無毒 | 輸入       | 約5～8倍           | 約0.7倍            |
|      | 鉄系   | 軟鉄弾（ソフトスチール弾） | 無毒 | 国産       | 約3～5倍           | 約0.7倍            |
|      | 非鉄系 | ビスマス                   | 無毒 | 輸入       | 約1～2倍           | 約0.9倍            |
|      | 非鉄系 | タングステン               | 無毒 | 輸入       | 約2倍              | 約0.9倍            |
|      | 非鉄系 | 錫                         | 無毒 | 輸入       | 約0.5倍            | 約0.7倍            |

### 弾頭形状による分類

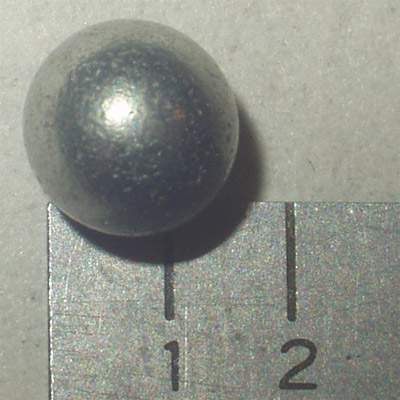
.177口径の丸型ペレット。

丸型

文字通り球状のもので、海外では遊戯用として普及している滑腔銃身を持つBB銃で用いられている。日本では戦前に国内で製造販売された中折スプリング式空気銃の一部で丸型が用いられる事があった程度であり、現在は用いられていない。

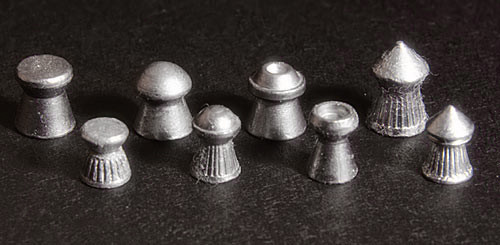
各種のディアボロ型空気銃弾。上段が.22口径(5.5mm)、下段が.177口径(4.5mm)。左からワッドカッター、ドーム、ホローポイント、尖頭弾。

ディアボロ型(鼓型)

1905年に英国のバーミンガム・スモール・アームズ(BSA)により導入された形状で、和製楽器の鼓や独楽の一種であるディアボロ、或いは19世紀の貴婦人のファッションスタイルである蜂腰と形容される事もある。弾頭前方部分は中実で、細くくびれた中央部より後方のスカート部分は中空となっている。弾頭前方部分とスカートの末端部分の直径は銃身の口径に合うように整形されており、スカートは薄く柔らかいために発射圧が作用することで銃身内部で押し広げられ、ライフリングへの密着性を高める効果がある。これはミニエー銃のミニエー弾と類似した概念である。BSA製のディアボロ型ペレットにはスカートに縦溝が刻まれており、BSA自身は「縦溝がライフリングへの食い込みを補助する」としていたが、後発のペレットメーカーの中にはこの縦溝が弾道係数の改善に効果があるとして採用している例もある。
ディアボロ型ペレットは、バドミントンのシャトルコックのように重心を先端部分へ集中させることによって直進安定性を高める狙いもある。これはディアボロ型が登場する際、滑空銃身を持つ旧型の空気銃での使用も想定されていた事の名残りであり、散弾銃のフォスター型スラッグ弾と概念が共通している。
1970年代後半、英国の空気銃工であるデイブ・ポープとイヴァン・ハンコックにより銃口初速が超音速に達する中折スプリング式空気銃、ヴェノム・アームズ マッハが発表されると、ディアボロ型ペレットは銃口初速が亜音速以下であることが適正で、超音速下では十分な性能が発揮できない事が明らかとなった。しかし、ヴェノム・アームズ マッハやビーマン R1スーパーマグナムといった80年代当時の超音速空気銃は銃自体が非常に大きく、中折れによるコッキングに必要な力も極めて強く取扱い辛い事からあまり普及しなかった経緯があり、ヴェノム・アームズの後継品であるヴェノム・V-マッハ・カスタムや、画期的なガス圧ラム方式を採用したクロスマン・ナイトロ・ヴェノムといった超音速スプリング空気銃が存在している2018年現在も、この問題がディアボロ型ペレットの支配的地位を揺るがすまでには至ってはいない。

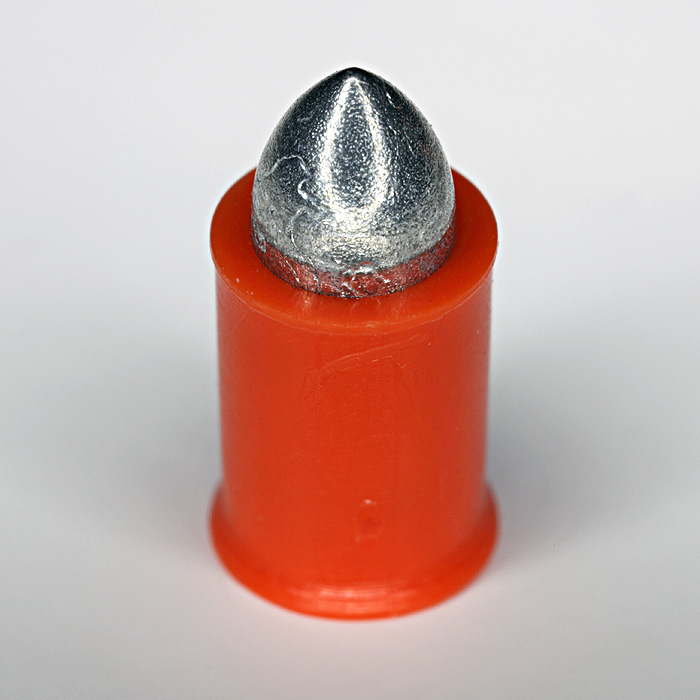
円筒型ペレットの一例、ELKO ハイパーベロシティ・フィールド

円筒型

砲弾に似た形状で、ディアボロ型の登場以前より存在している形式。戦前の日本でも円筒型の国産品が三角弾の名称で販売されており、輸入品のディアボロ型よりも遥かに安価であった。1947年に米国でシェリダン・プロダクツが創業した際、同社は.20口径(5.0mm)というそれまで空気銃史上に存在しなかった口径の自社製空気銃と共に、推奨弾丸としてこの形状の自社製ペレットが指定された。シェリダンの円筒型ペレットはフォスタースラッグに似た中空形状で、円筒の先端および後端の2箇所にライフリングに合わせたリング状の膨らみが持たせられている。
円筒型ペレットは今日でもシェリダンが製造を続けているほか、前述の超音速スプリング空気銃が登場し始めた頃から、ディアボロ型の欠点を克服できる形状として注目が集まり、いくつかのペレットメーカーでこの形式の開発が続けられている。
ジェット型
ディアボロ型の改良版で円柱状の弾頭部分に2条から3条、円周方向に横溝が刻まれていたり、ピストンリング状の膨らみが設けられている。ディアボロ型は弾頭側面とスカート末端の2点で発射圧力を受け止める構造であるが、スカートがライフリングに食い込んでいく際に発射圧力が銃口側に吹き抜けやすい欠点があるとされており、ジェット型は弾頭部分の複数のリング構造によってスカートから漏れた発射圧力を受け止める事により、より良い性能を得られるとされている。
ジェット型ペレットは、1974年にカナダ人発明家のジョセフ・フランソワ・ルイス・ジョン・ピッチャードにより米国特許が取得され、同氏によって日本でも1976年に特許が取得されている。米国では「発射圧力の吹き抜けの防止がスプリング式空気銃のピストン作動の衝撃を緩和する効果がある」としてビーマン・シルバージェットの名称で発売され、日本でも国産空気銃弾の老舗である仁明社により、「管状弾倉を持つ連発式Co2ガス銃」向けの空気銃弾として商品化され、ライオン印・ジェット弾として豊和M55Gの純正指定弾として採用された事によってその名が知られる存在となった。

### 先端形状による分類
ワッドカッター
弾頭先端が平たいペレットで、標的紙に丸い穴を開けることに特化している。その為、射撃競技用のマッチペレットはほぼ全てがこの形状である。
ドーム(ラウンドノーズ)
弾頭先端が丸いペレット。ディアボロ型ではもっとも標準的な形状で、亜音速以下での弾道特性が良好な事から今日でも広く用いられている。ドームの円弧の大きさは用途により様々で、半球型に近い形状が一般的であるが、中空のスカート部に弾頭先端が引っかかりやすい管状弾倉を持つ連発式空気銃向けのドーム型ペレットでは、楕円形または皿型の先端形状を有するものも存在する。
ホローポイント
弾頭先端に窪みが設けられたペレット。狩猟の際のストッピングパワーを高める目的で考案され、狩猟専用ペレットとして商品化されている。
尖頭弾
弾頭先端が尖ったペレット。元々はホローポイントとは逆に、標的に対する貫徹力を第一とする目的で開発されたものであるが、超音速下での弾道特性が良好な事から、近年では超音速スプリング空気銃向けのペレットとして採用される事も多い。
プラスチック・チップ弾頭
ホローポイント型の弾道特性を改善する目的で、先端に鉛以外の素材(チップ)が取り付けられたもの。チップの形状によりドーム型や尖頭弾型に細分されることになる。

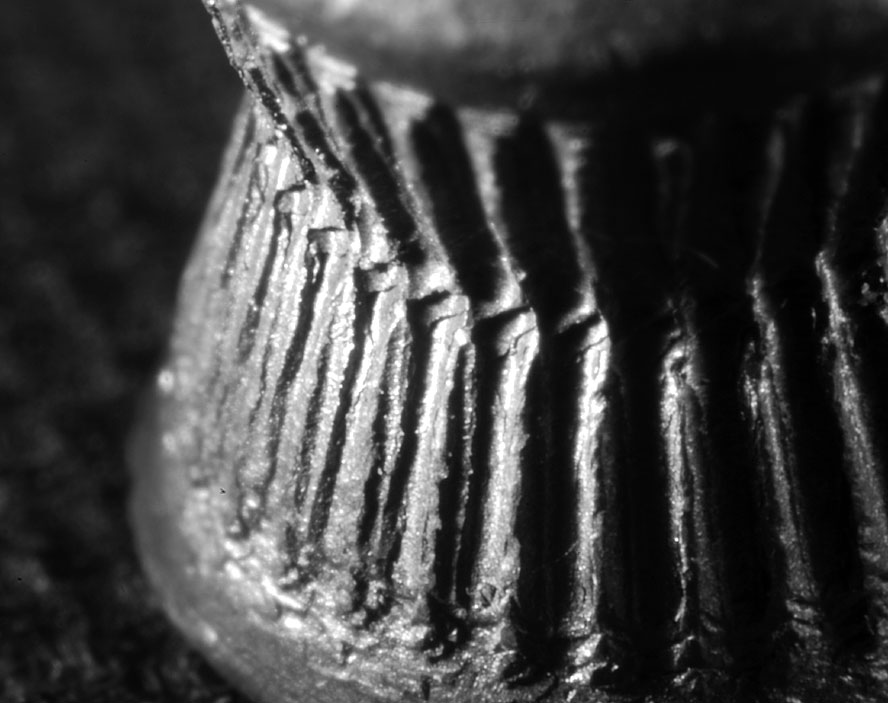
初期のディアボロ弾には弾頭側面まで縦溝が刻まれたものも存在した。
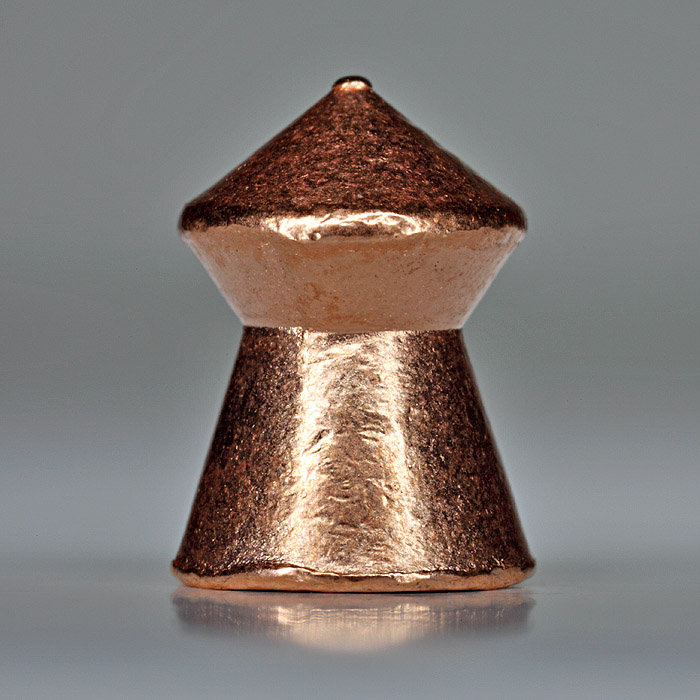
銅製の狩猟向け尖頭弾型ペレット、H&N（ドイツ語版） カッパーポイント。
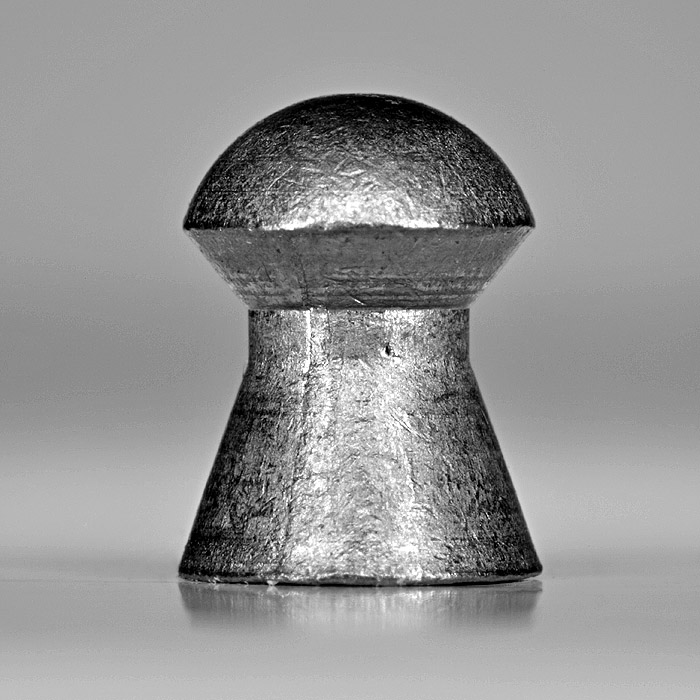
射撃向けのドーム型ペレット、JSB エグザクト。
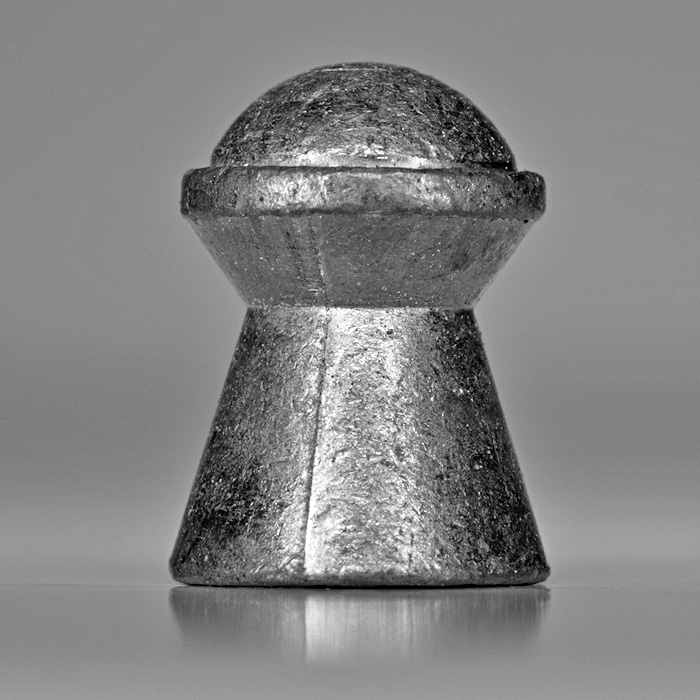
狩猟向けのドーム型ペレット、H&N フィールドターゲット。弾頭重量を増す目的でワッドカッターにドーム状の先端部を追加したような形状が選択されている[5]。
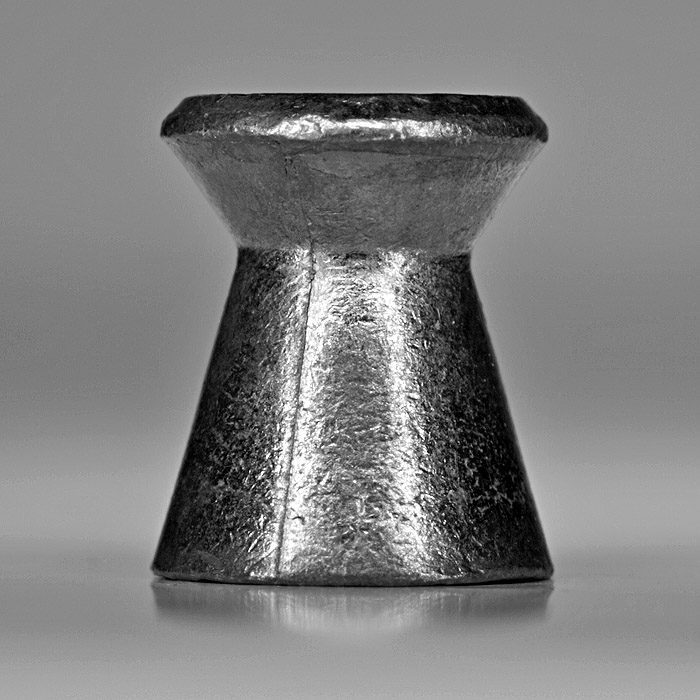
射撃競技向けのワッドカッター型ペレット、H&N ファイナルマッチLP。
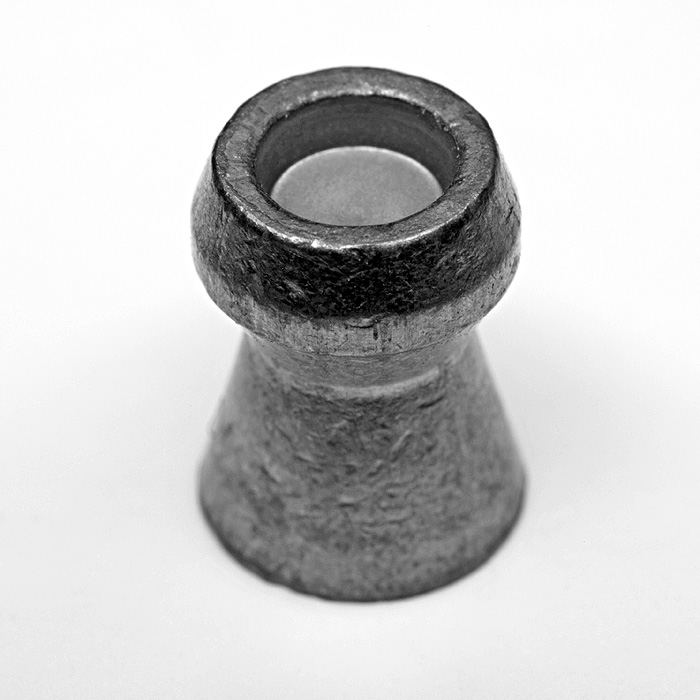
狩猟向けホローポイント型ペレット、ビスレー ペストコントロール。防除の名が示すとおり、物理的防除（英語版）作業における小動物に対する確実な殺傷能力を企図するため、海外ではこのような形状の狩猟用ペレットが広く用いられている。
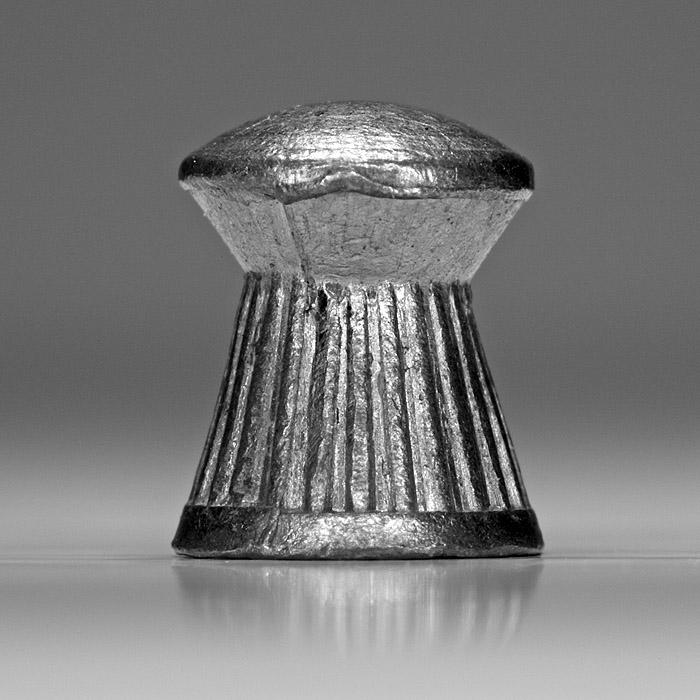
湾曲が小さいドーム型ペレット、H&N スポーツイングリッシュ。このようなペレットは管状弾倉でも送弾不良が起こりにくい。
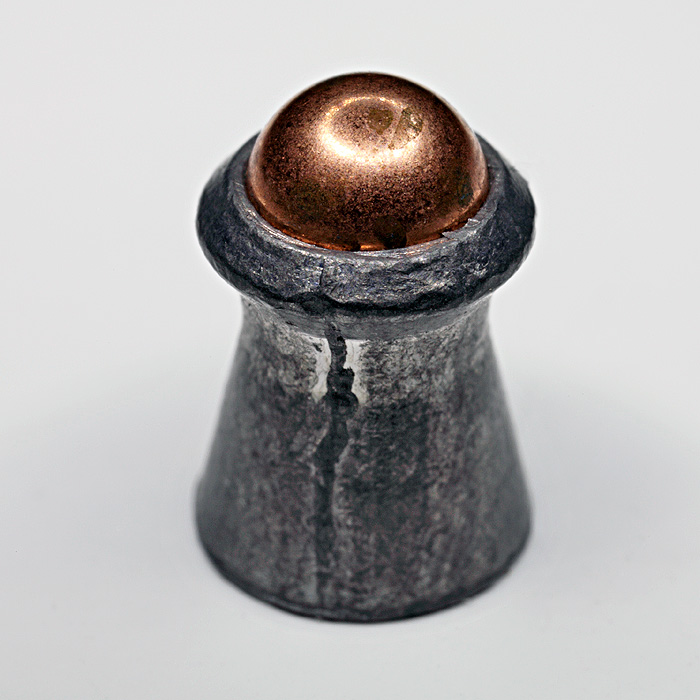
ドーム型チップ付きペレット、ガモ ロケット スーペリア。
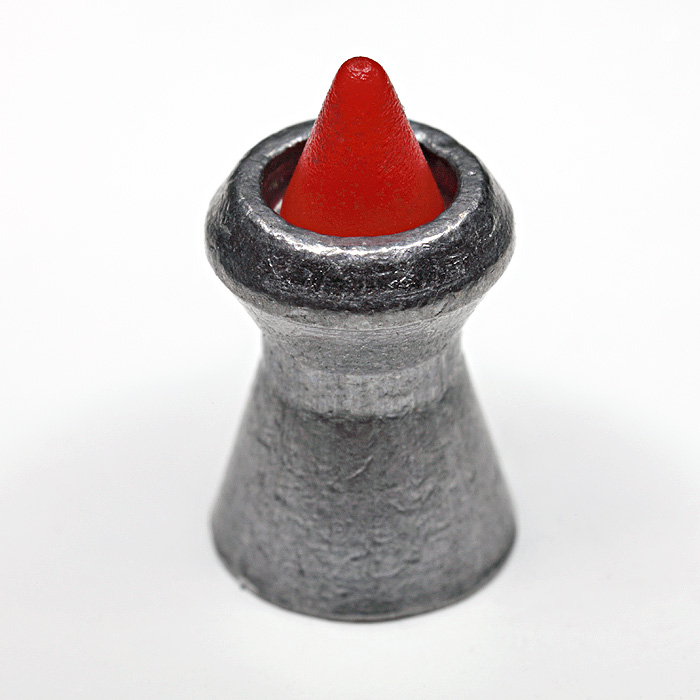
尖頭型チップ付きペレット、Skenco プレデター・ポリマグナム。

## 用途

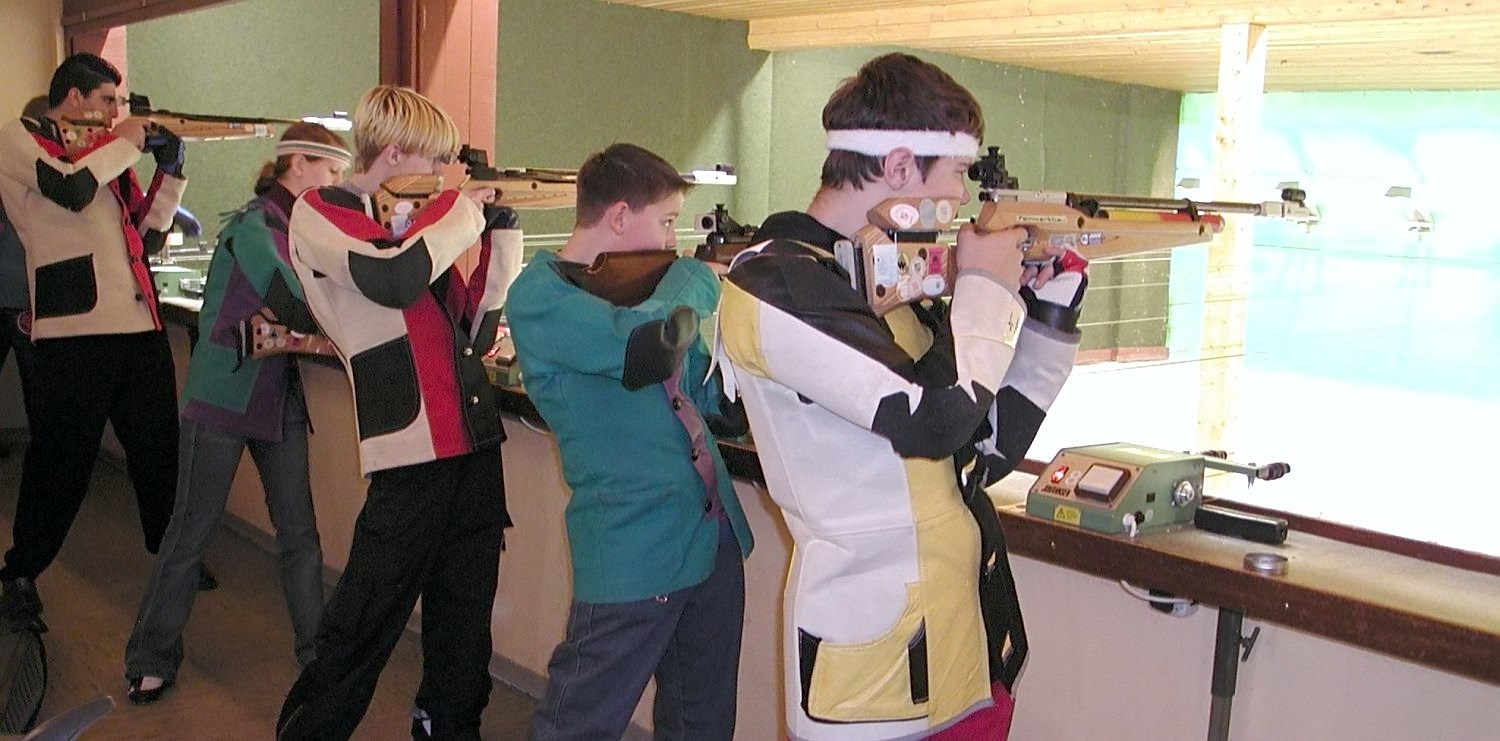
競技用エアライフルでの標的射撃。エアライフル競技では銃床を微調整可能な特異な外見のエアライフルを用い、射手は射撃姿勢を補助する為の専用のコート／ズボンを着込んで競技に臨む。

国内で認められるのは標的射撃、および狩猟（有害鳥獣駆除）の二種のみ。いずれも関連法令で定められた範囲でのみ認められ、それ以外の用途に用いることはできない。
標的射撃競技には、国際射撃連盟(ISSF)のルールに準拠した、日本ライフル射撃協会の主管する静的射撃競技と、日本クレー射撃協会ランニングターゲット部会の主管するランニングターゲット（動的射撃）競技がある。
2000年代前半、JAFTA（日本フィールドターゲット射撃協会）等が中心となり、主として50m射場で狩猟用エアライフルを用いた標的射撃が注目されたが、射場におけるマナー問題、射場に関連した法令の問題等で、現在は沈滞化している。
射場の法令問題とは、10mを超える射距離の空気銃射場は、その全長を構造物で覆わなければならない（覆道式）と内閣府令で規定されていることにある。従来より小口径ライフル（22口径）用50m射場で空気銃の使用が可能な場所は多かったが、その大部分は上記の内閣府令に抵触することが判明し、特に公営射場では次々と空気銃の使用が不可となった。一部に覆道式で空気銃の使用が可能な50m射場も存在するものの、多くの地域では事実上10m射場しか利用できないのが現状である。現代の狩猟用空気銃の威力や平均的な射距離を考えれば、10mの射距離というのはあまり現実的なものではない上、そもそも多くの10m射場はその設備を含めて競技用空気銃の使用を前提にしているため、標的交換機等の射場設備破損の恐れから狩猟用空気銃の使用を禁じたり制限しているところも少なくない。

## 所持に関する法律と手続き

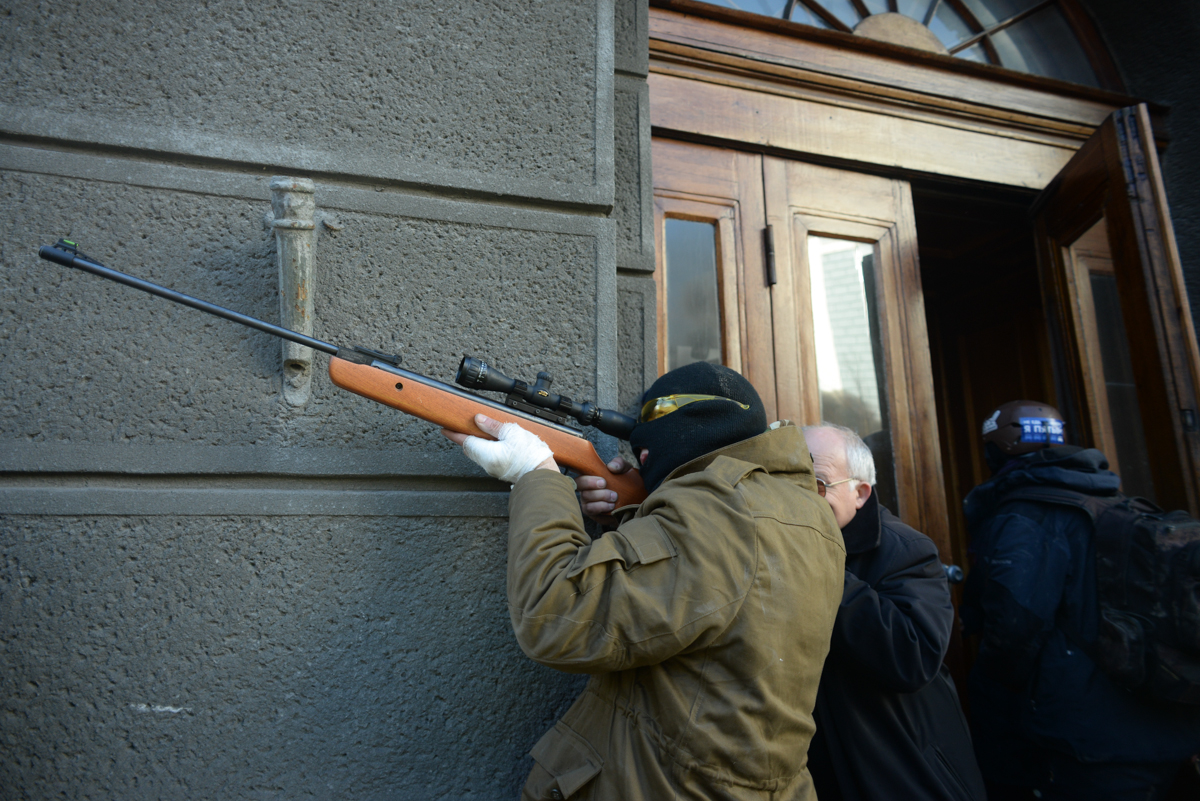
市井に出回る空気銃は時として凶器としても用いられる。この写真は2014年ウクライナ騒乱における2014年2月18日のキエフにおける衝突にて、ウマレックス社製と思われる狩猟用エアライフルでウクライナ政府側に射撃を行うユーロマイダンの抗議者を撮影したもの。このような事態を予防する為に各国では平時より様々な空気銃規制法が敷かれている。

空気銃は銃砲刀剣類所持等取締法（銃刀法）により一般の所持を禁じられており、所持には各都道府県公安委員会の許可が必要である。許可には18歳以上（競技団体等、政令で定める者の推薦がある場合は14歳以上）で重大な犯罪の前科や薬物中毒がないこと、反社会的な団体や暴力団などの関係者でないことなどが求められ、許可の審査にあたっては、本人の犯歴等のチェックはもとより、同居親族についても調査の対象となる。また必要に応じ身辺のトラブルや職場、近隣の評判まで調査の及ぶ場合がある。なお例外として、公益財団法人日本スポーツ協会の推薦を得れば、14歳から所持許可申請が可能である。
日本での銃の所持には明確な使用目的（標的射撃・狩猟）が求められ、例えばコレクションのような曖昧な目的では許可されない。許可を受けた後も毎年の銃砲検査と更新時に使用状況のチェックを受ける。正当な理由なく許可された目的に使用されていないとみなされた場合、「眠り銃」として許可返納を求められることもある。
空気銃所持のためのプロセスの概要は以下の通り。
- 猟銃等講習会（初心者講習）の受講および考査（合格の場合修了証の交付）
- 銃砲店で銃を選択し譲渡承諾書を発行してもらう（修了証の提示が必要）
- 医師の診断および必要書類等の準備
- 所轄警察署窓口にて所持許可申請を行う
- およそ一ヶ月半度の期間で、書類審査、身辺調査、保管設備の確認等が行われる
- 所持許可が下りたら、銃砲店で銃を受け取る
- 当該銃を所轄警察窓口へ持ち込み、許可内容との照合を受け所持許可証へ確認印をもらう

通常の猟銃（散弾銃）の場合の手続きと違うのは、教習射撃が不要であること。それ以外は手続きの内容は同じである。
なお、日本における銃所持はいわゆる免許制ではなく、一丁の銃と特定の個人の組み合わせにおいて許可される「一銃一許可」制である。したがって、許可を受けた個人が所持することができるのは、その許可を受けた銃のみであり、新たな銃を所持しようとする場合、改めて所持許可申請が必要となる。このような許可制度のため、日本では銃の貸し借りは不可能であり、例えば射撃場で他人の銃を試し撃ちどころか、正当な理由なく他人の銃を手に取っただけでも不法所持が成立する。また許可を受けた銃は、毎年一定の時期に銃砲検査が実施され、そこで検査を受ける必要がある。許可の更新は3年ごとであり、銃ごとに更新しなければならない。更新時には猟銃等講習会（経験者講習）を受講し、その修了証が必要となる。

### 日本における空気銃規制
日本における銃規制は、1872年（明治5年）に今日の銃砲刀剣類所持等取締法の前身法である銃砲取締規則(明治5年太政官布告第28号)、狩猟法制は1873年（明治6年）に今日の鳥獣の保護及び管理並びに狩猟の適正化に関する法律の前身である鳥獣猟規則(明治6年太政官布告第25号)がそれぞれ制定された事により始まったが、1894年(明治27年)より米国より輸入が始められた空気銃については、当初は前述のどちらの法にも具体的な記述が無い状況であった。
当時輸入された空気銃は、丸弾(BB弾)を用いる中折式またはレバーアクション式のスプリング方式エアライフルで、威力・飛距離共にまだ十分なものではなかったが、老若男女の別なく無許可で購入でき、無鑑札で狩猟にも利用可能であった空気銃は明治時代に市井に大いに普及した。村田式を始めとする猟銃(散弾銃)の国産化は明治の中頃には既に始まっており、明治の後期には拳銃・仕込み銃・杖銃などといった護身銃器の国産化も達成していたが、拳銃・仕込み銃・杖銃については空気銃同様に銃規制・狩猟法制の双方に具体的な記述がなかった為、明治時代末まで購入・所持が自由に行える状況であった。
しかし、大正時代に入ると銃砲火薬類取締法(明治43年4月13日法律第53号)および銃砲火薬類取締法施行規則(明治44年3月11日勅令第16号)の改正により、1912年(大正元年)に拳銃などの護身銃の購入や所持が許可制となった。規制強化による護身銃の需要減により、多くの国内銃工が空気銃の製造に転進し、欧米から輸入されるスプリング方式エアライフルを模倣する形で国産化を行うようになった。川口屋林銃砲火薬店(KFC)などの輸入商達もこれに対抗してドイツ帝国やイギリス帝国から、つづみ弾を用いる高威力のエアライフルを輸入するようになったが、国産空気銃もほどなく輸入品と同等以上の技術水準に到達した。大正中期に空気銃の国産数量は年産13万挺にも達するようになった為、政府当局は狩猟法(明治28年3月27日法律第20号)および狩猟法施行規則(明治34年6月26日農商務省令第7号)の改正で高威力化が進む空気銃に法規制を掛ける事となった。
なお、空気銃について法律上の規制対象として初めて言及されたのは、1918年（大正7年）に施行された鳥獣保護及狩猟ニ関スル法律(大正7年4月4日法律第32号)であり、狩猟法施行規則(大正8年農商務省令第28号) において、従来の火薬式の猟銃と共に「散弾を使用できうる空気銃」、すなわち空気散弾銃が法定猟具に追加指定されていたが、この時は単弾(実弾)のみ発射可能なエアライフルはまだ猟具とは見なされていなかった。
1925年（大正14年）、狩猟法施行規則の改正によりエアライフルのうち、単一の鋼材をライフリング・ブローチ(ライフル・カッター)を用いて刳り抜く事で製造されるくり抜き銃身を持つものが猟具として追加指定された。しかし、当時の時点でエアライフルの銃身の製法はライフリング・ブローチを用いる従来の切削製法から、プレス機械でボタンと呼ばれる極めて硬度の高い材質で造られた治具を金属管から引き抜く事でライフリングを圧搾形成する製法の引き抜き銃身へと移行しており、製造品質も程なくくり抜き銃身と遜色ないものとなってしまった。KFCなどの空気銃を取り扱う銃器商は、くり抜き銃身を持つエアライフルを引き抜き銃身へと交換したり、金属パイプの内側にライフリングを刻んだ鉄板を貼り合わせる等の特殊な製法で製造した銃身を持つ国産空気銃をラインナップするといった手法で大正14年改正を回避する対策を取っており、改正の実効性は乏しいものであった。これに伴い、1930年(昭和5年)には「引き抜き銃身」も法定猟具に追加指定し、第二次世界大戦終結後の1947年(昭和22年)にはコルクのみを発射する射的銃を除く、全ての空気銃が法定猟具に指定された。
大正から戦後間もなくの時期に掛けて、空気銃は狩猟で用いるには狩猟免許が必要という状況になったが、この時点でもなお購入と所持については銃砲火薬類取締法や、銃砲等所持禁止令(昭和21年6月3日勅令第300号)、銃砲刀剣類等所持取締令(昭和25年11月15日政令第334号)などの取り締まり対象とはなっておらず、1950年(昭和25年)の鳥獣保護及狩猟ニ関スル法律の改正により、空気銃が狩猟免許の対象から一旦外れて狩猟登録制へ移行するという規制緩和が行われた事により、再び大きな普及の波が湧き起こっていた。
戦後の食糧難から空気銃による狩猟登録者は年々爆発的に増加したが、それに伴い人身傷害事故、発射制限違反や無登録者による密猟といった狩猟法違反も多発する事となった。そして何よりも、1952年(昭和27年)の国内メーカーの銃器製造の再開以降、シャープ・ライフルのポンプ方式エアライフルといった、威力が非常に強力な空気銃が出現してきた事などにより、1955年(昭和30年)に銃砲刀剣類等所持取締令の改正にて空気銃は装薬銃同様に、購入と所持に当局の許可が必要とされるようになった。銃砲刀剣類等所持取締令による空気銃の規制は1958年(昭和33年)施行の現行銃刀法にも引き継がれ、鳥獣保護及狩猟ニ関スル法律も現行銃刀法の施行と同年に空気銃を狩猟登録制から装薬銃と同じ狩猟免許制(丙種)に再度規制強化を図り、1963年(昭和38年)施行の現行鳥獣保護法に引き継がれる形で現在に至っている。
昭和33年の銃刀法・鳥獣保護法双方の規制強化によって、KFCや阪場銃砲製作所などといった装薬銃メーカーが片手間にラインナップしていた安価な中折スプリング式のエアライフルはその殆どが姿を消し、シャープ・ライフルなどの空気銃専業メーカーが手掛けるポンプ式や、豊和工業などが手掛けたCO2ガス方式などが主流となっていった。また、スプリング式空気銃を手掛けたメーカーの幾つかはコルクや樹脂製つづみ弾を用いる遊戯銃へと転業していった。

## ガンロッカー
ガンロッカーとは銃を自宅等で、自ら保管する際に必要な保管場所として、設置を義務付けられている金属製のロッカーである。その適合基準は内閣府令によって定められている。空気銃もその例外ではない。二次犯罪防止の観点から、それらの銃の発射に関係する部品等を他所に分解保管する等、銃砲所持者には厳重な保管および管理責任がある。

## 歴史

1580年に作られた最古の空気銃、ベローズ・エアガン。

空気銃が歴史上に登場したのは、文献上では15世紀のヨーロッパである。現存する最古の空気銃は1580年に製造されたもので、ストックホルムのスウェーデン王室武器庫に所蔵されている。空気銃の最も初期の形態は銃床内に収められた鞴(ふいご、ベローズ)をバネで圧縮することで吹き矢を機械的に発射できるようにしたもの（鞴銃、ベローズ・エアガン）で、この時点で既に今日の空気銃と同じ構造の多くが考案されており、こうした鞴を用いた空気銃(機械的な吹き矢)は、実用性よりも貴族趣味的な遊戯銃として非常に精緻な装飾が施されたものが19世紀の中頃まで製造されたという。
空気銃は圧縮空気を使用して弾丸を発射するわけだが、圧縮空気を溜めるシリンダーは高圧に耐えなければならないし、そのバルブには、耐圧性もさることながら精密機械加工技術が必要であった。このため、初期の段階ではあまり高圧の圧搾空気を用いる事ができず、威力は無いに等しいものであったため、火気が使用できない屋内での射撃練習用の銃として使用されていた。しかし年々加工技術が発達してくると、次第に威力も高い物となり、狩猟などといった実用に供する物になってきた。また、初期の銃である火縄銃とは違って、悪天候下でも弾丸の発射できる空気銃は、非常に高く評価された。その反面、圧縮空気を溜めるため、数十回はポンプで空気を送り込んで圧縮する「ポンピング」という作業を行う必要があり、到底実用的とは云い難かったようである。

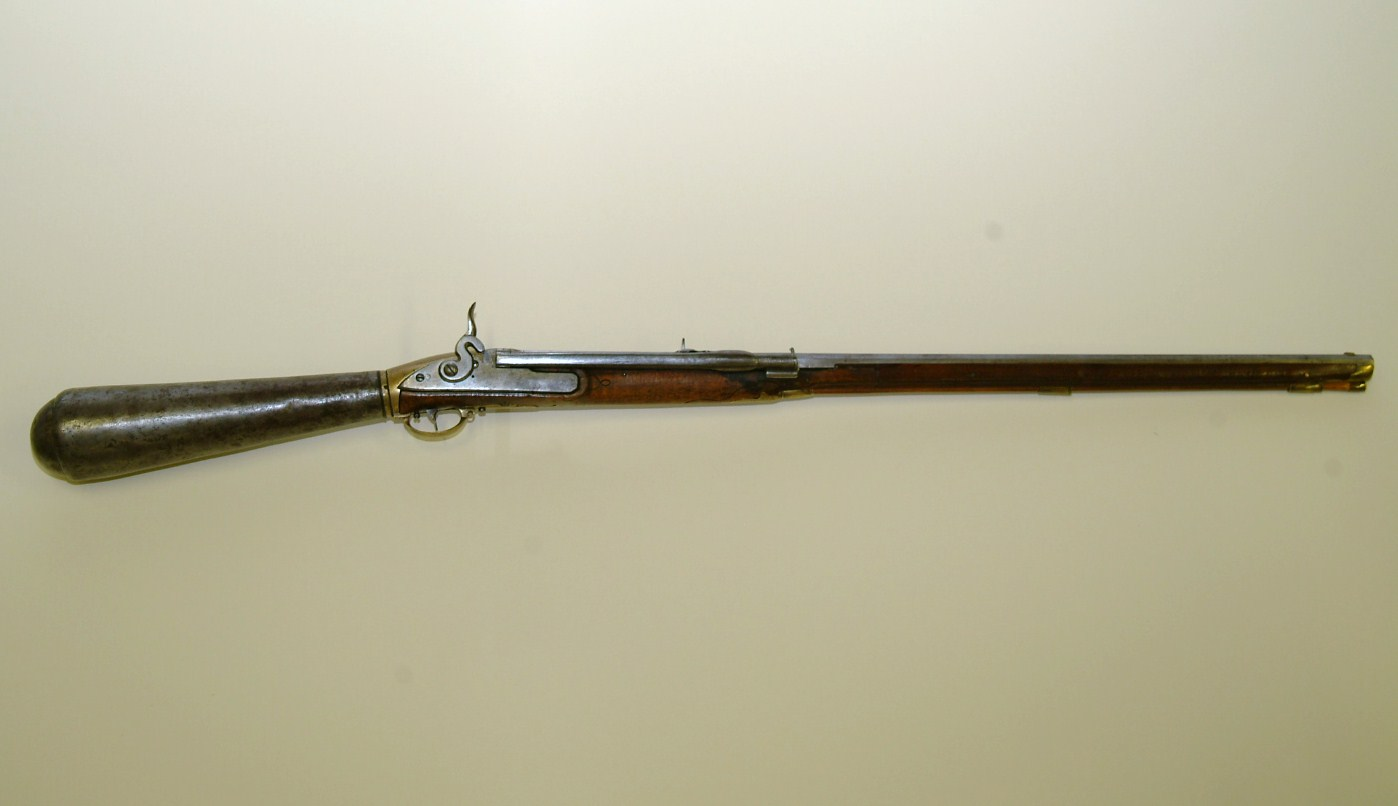
ジランドーニ空気銃。1795年頃の製造

ポンプ式の空気銃が軍事用途として大規模に実戦配備された最初の例は、1778年に神聖ローマ帝国のチロル人発明家、バルトロメス・ジランドーニにより発明され、1780年にオーストリア帝国にて制式採用されたジランドーニ空気銃である。ジランドーニ空気銃はポンプ式で、約1500回のポンピングで約30発を発射可能というもので、18世紀当時の黒色火薬を用いるマッチロック式やフリントロック式のマスケット銃と比較して、弾丸の破壊力では劣るものの、天候に左右されず射撃が可能で、発射時の銃口からの煙火で射手の位置を暴露したり射手の視界を遮ることがないという利点が存在した。ジランドーニ空気銃は最大の空気圧で発射した場合1インチ厚の木板を貫通する威力があり、今日の9x19mmパラベラム弾や.45ACP弾に匹敵するものであった。熟練した射手であれば素早い再ポンピングで最大の威力を保持しながらマスケット銃と同等以上の速度で連射が可能であり、発射音が小さいことから空気銃専門の狙撃兵部隊が編成されたほどであった。ジランドーニ空気銃はオーストリア帝国から、神聖ローマ帝国を初めとするドイツ領邦、そしてフランス王国へと伝播していき、ドイツ諸侯領では風小銃と呼ばれた。ジランドーニ空気銃は年々改良が重ねられていき、最終的には20発前後の管状弾倉を備え、射手はクリーニングの為の工具と同時に2個の着脱式エアタンクを携行することで、繰り返し最大威力での発射が可能な運用がされるようになっていった。ジランドーニ空気銃は銃器の歴史上では最初期の反復式小銃であると同時に、弾倉による連続発射を実現した最初期の事例であるとされており、ルイス・クラーク探検隊でも用いられた記録が残っている。

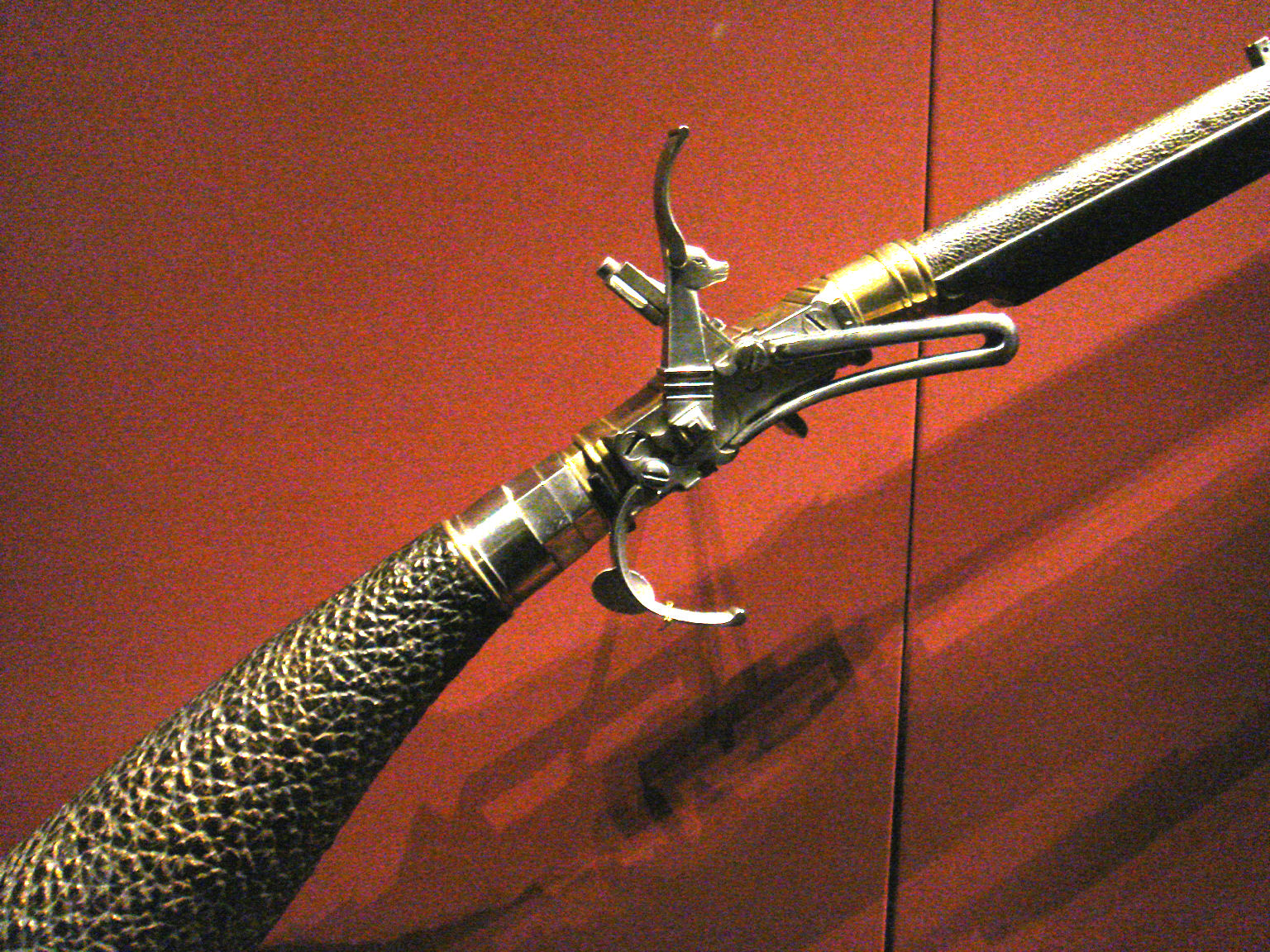
国友一貫斎の空気銃

ジランドーニ空気銃は1815年に退役したが、その後も欧州の貴族社会では二連ライフル式のものや、散弾銃、仕込み杖、果ては極端に巨大または小型の空気銃などといった所有者の趣味性を表した豪奢な空気銃や、空気銃工の技術の限界に挑む事だけを目的としたような様々な形態の空気銃が製作された。一方、日本で初めての空気銃は国友の鉄砲鍛冶である国友一貫斎により1819年に製作された。その元になったのは、オランダから幕府に献上された玩具としての風砲（当時は気砲と訳された）であり、一貫斎はそれを解体し、各部品を詳細に研究した末、元になったものよりも射程に優れ、操作も簡単な空気銃を作り出すことに成功した。また、一貫斎はポンプで空気を送り出した回数により、銃の重さが変化することに気づき、空気に重さがあることを発見した。ただし、発砲時にも銃声がほとんどしない気砲は暗殺に使用される懸念があるとされ、幕府の鉄砲方が危険視して国友たちに禁止令を出した。そのため、日本では空気銃は衰退し、現在、国内に残っている当時の空気銃は20丁ほどである。

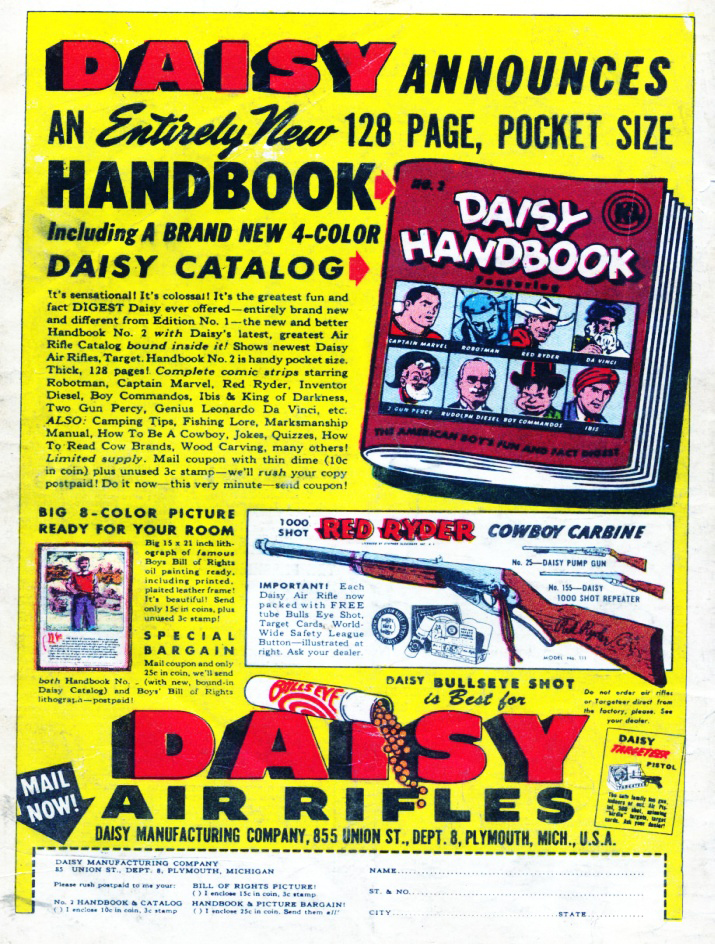
1948年、アメリカの少年向けコミック雑誌に掲載されたデイジー社の広告。当時の人気漫画、レッド・ライダーとタイアップした「カウボーイ・カービン」1000発空気散弾銃で、これとほぼ同じ性能のものが戦前の日本でも少年向けに販売された。

実用的な空気銃を大規模に生産し、初めて商業的に成功させたのはアメリカ合衆国のウィリアム・F・マーカム社で、1886年に最初のモデルであるマーカム・チャレンジャーの販売を開始した。マーカム・チャレンジャーとその後継モデルであるマーカム・シカゴは、中折スプリング式で銃の大部分が木製であった。同時期に米国内ではプリマス・アイアン・ウィンドミル・カンパニー社が1888年に金属部品を多用した中折スプリング式のデイジー・トップレバー・ガンを発売し、瞬く間にマーカムをしのぐ人気を獲得、プリマス社は1890年にはデイジー・マニファクチャリング・カンパニー(現・デイジー・アウトドア・プロダクツ)に社名を変更した。マーカムはデイジーの台頭を受け、1890年に金属部品を多用した中折式の新モデルであるマーカム・キングの発売を開始、両社は今日も米国に残る滑空銃身のBB銃のカテゴリーの事実上の始祖となった。1928年にはマーカム社はキング・エアライフル・カンパニーに社名を変更し、世界恐慌直後の1931年にデイジー社に吸収合併される形で姿を消したが、マーカム・キングの流れを汲む後継モデルはその後も1940年までデイジー社で製造が続けられた。第二次世界大戦の勃発はデイジー社の空気銃製造にも深刻な影響を及ぼし、1945年の日本の敗戦に伴う第二次世界大戦終結までは、空気銃の材質を旧マーカム社の初期のモデルに類似した木製とした戦時設計モデルの製造で妥協せざるを得ない苦境をもたらした。デイジー社は戦間期に従来からのトップレバーによる中折式に加えて、スプリングのコッキングをポンプアクションとしたデイジー・M25を発売、戦中にはレバーアクションのデイジー・レッド・ライダーもラインナップに加え、2017年現在も米国のBB銃の代表的なメーカーとして存続している。

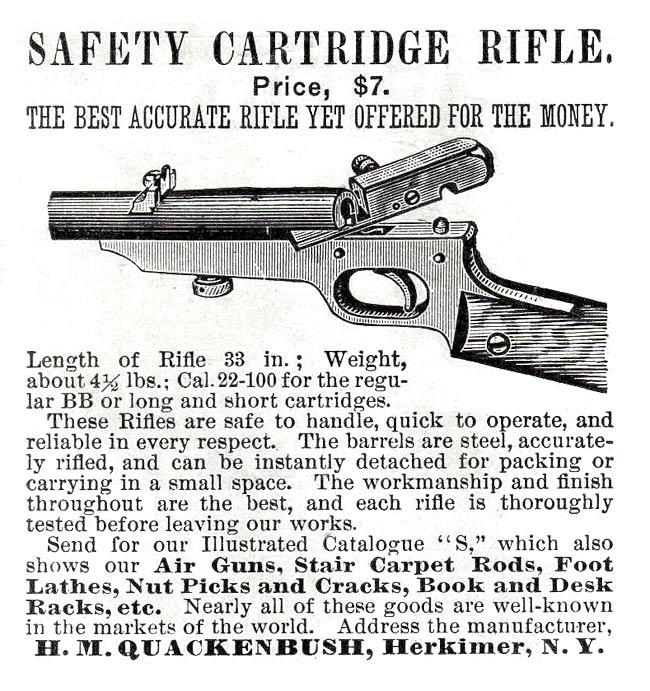
1888年、初期のクァッケンブッシュ・ライフルとして発売されたクアッケンブッシュ・セーフティ・カートリッジ・ライフル。

アメリカではデイジー、マーカム(キング)の2社以外では、ヘンリー・クァッケンブッシュが1870年代後半から1930年代に掛けて製造したクァッケンブッシュ・ライフルが著名であった。クァッケンブッシュ・ライフルは装弾にBB弾ではなくペレット弾を用いた最初期のエアライフルで、後装ブリーチ式で単発ながらも安価な価格だった為、米国内で大いに普及した。ヘンリー・クァッケンブッシュは自身が開発したエアライフルばかりでなく、同業他社や零細の空気銃工が開発したエアライフルも優れたものであれば製造権を買い取って自社の製品として流通させる柔軟さも有しており、そうした製品の中で比較的著名なものとなったのが、クァッケンブッシュのイギリスやドイツの子会社で製造され、戦前の日本を含む世界各地に輸出されたジェム・ライフルであった。ジェム・ライフルは中折式で八角形のライフリング銃身を有し、戦前の日本では「英国製（または独逸製）ゲーム式空気銃」の名で輸入されていた。クァッケンブッシュのエアライフルは1933年のヘンリーの死去と共に次第に衰退し、1940年代後半には市場から姿を消していったが、今日まで続く4.5mmから6.35mmまでのペレット弾の規格がデファクトスタンダードとなっていく過程で、大変重要な役割を果たしたとされている。

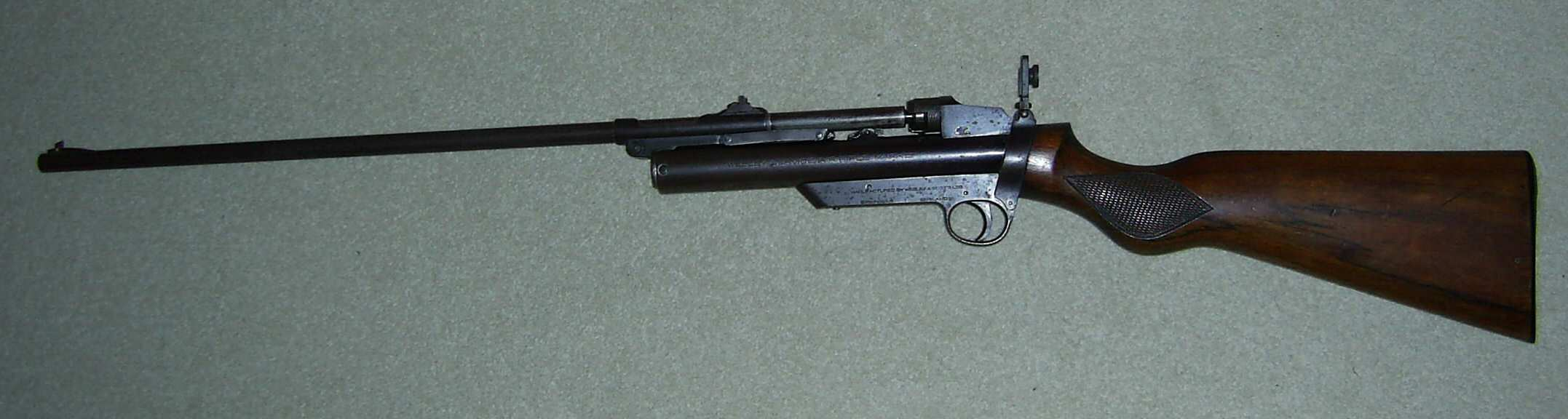
ウェブリー&スコット MKII サービス・エアライフル(1929年)

イギリスでは1890年代にバーミンガムにて空気銃による室内射撃競技が始まった。初めはパブで酔客の余興という形で始まり、勝者には商品として羊肉が振舞われる空気銃射撃は瞬く間に全英中に人気のスポーツとして広まっていき、1899年には全英小口径ライフル協会が設立されるに至る。多くの空気銃射撃クラブはバーミンガムに本拠を置き、最盛期には4000以上のクラブが存在した。しかし、イギリスは狩猟が盛んな国でもあり、当時所持や使用に特別な届出や許可を必要としなかった空気銃は、密猟と密接に関連していたこともイギリスの19世紀末における爆発的な普及の一因でもあった。バーミンガム・スモール・アームズは1906年にBSA・リンカーン・ジェフリーズで空気銃に参入、回転式拳銃で著名なウェブリー・アンド・スコットも1924年に空気銃に参入、1929年のウェブリー・MkII・サービス・エアライフルはイギリス陸軍の新兵訓練用の器材として採用された。

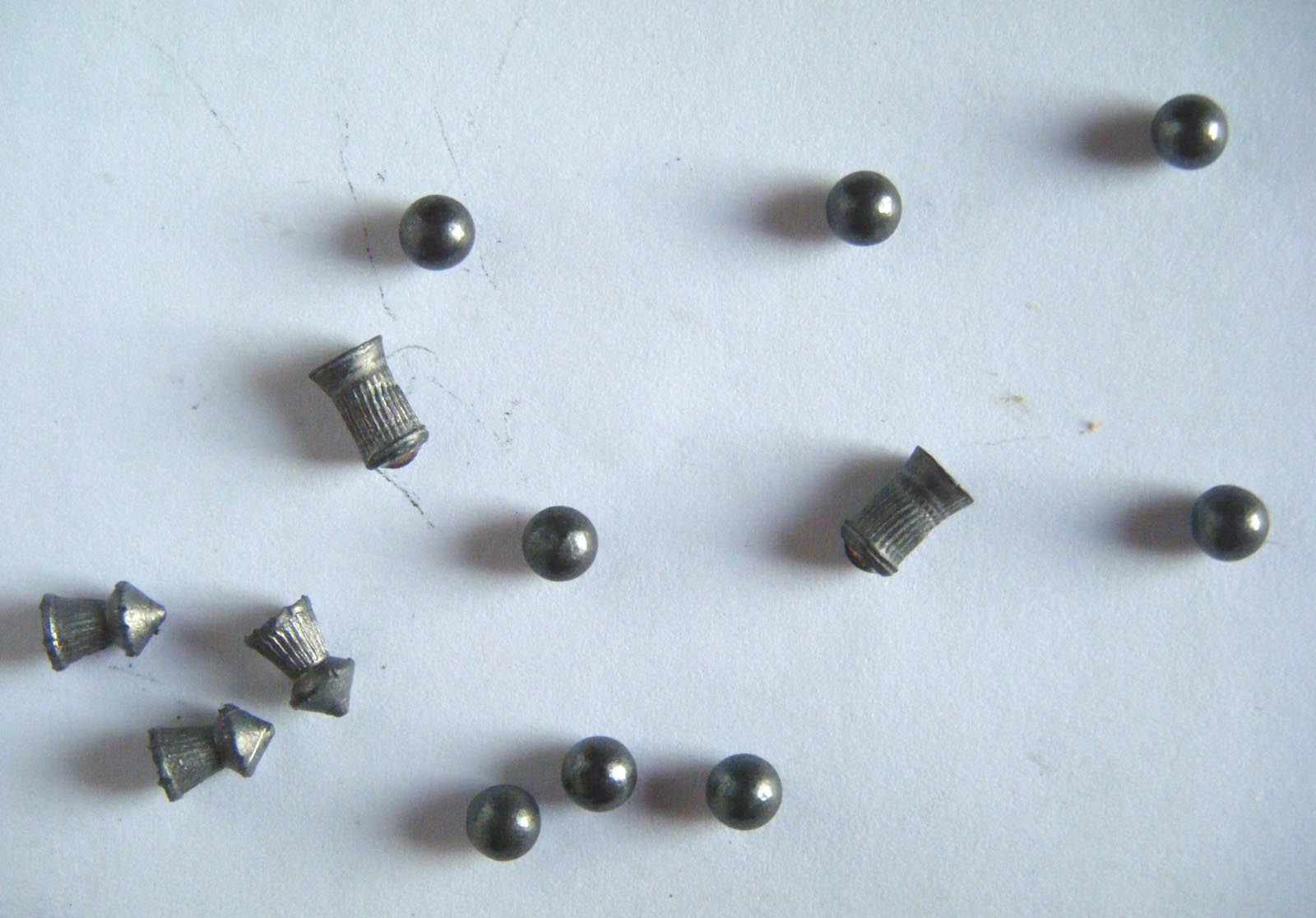
.177口径(4.5mm)の空気銃用BB弾とペレット弾。ペレット弾はディアボロタイプと呼ばれる銃身のライフリングに食い込む事に適した蜂腰形状のものが主流であり、日本ではつづみ弾と呼ばれている。過去にはミニエー弾や椎の実弾に似た砲弾型や円筒型のペレット弾がつづみ弾よりも安価に供給されており、日本ではチョーク弾と呼ばれていた。

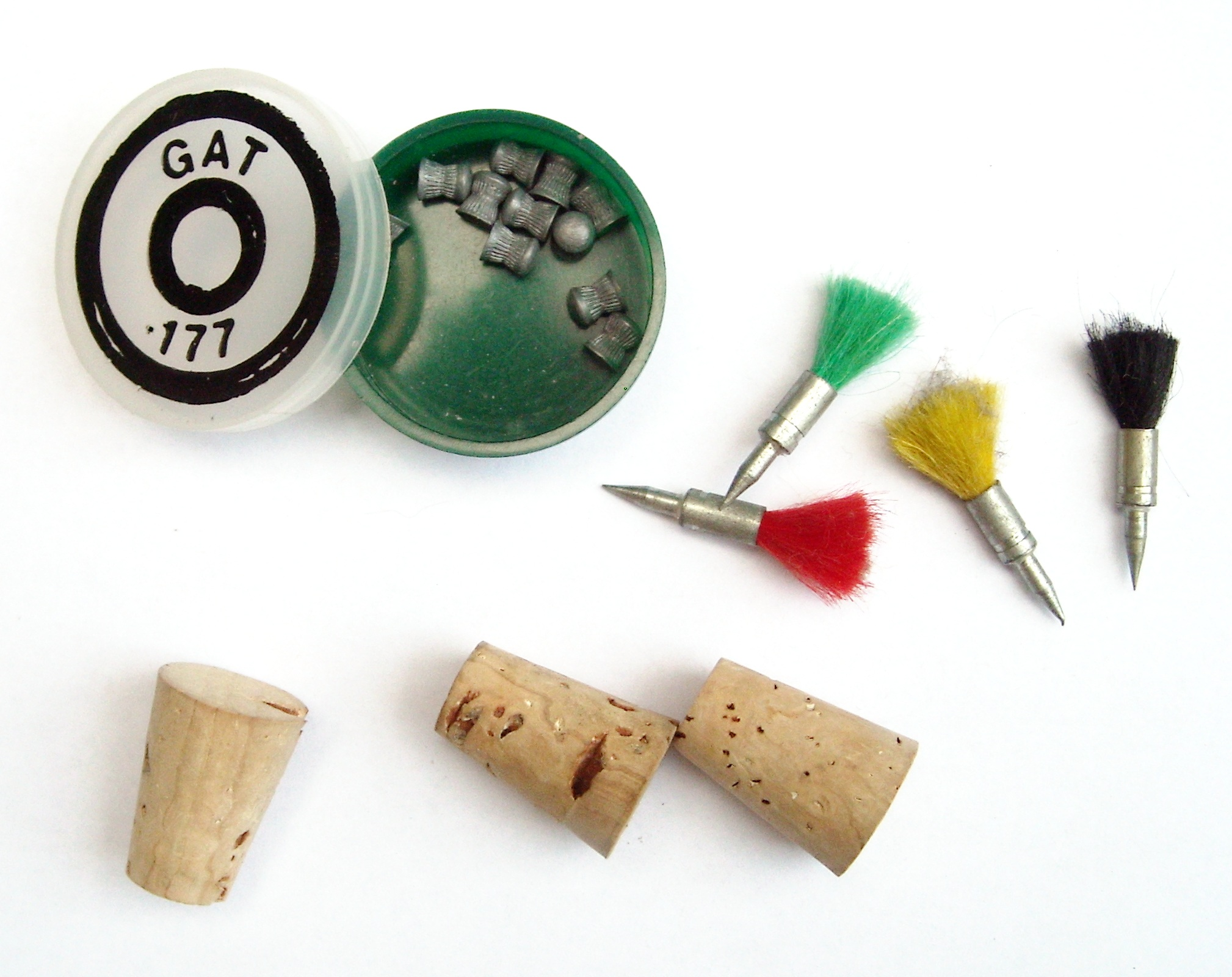
クァッケンブッシュの流れを汲むガット空気拳銃向けの.177口径(4.5mm)弾。右の尾羽が付いた物はエア・アローやソフトテイルなどと呼ばれるもので、ダーツなど着弾点を明確にしたい用途で用いられる。下段のコルクは銃口にアダプターを取り付ける(先込式)事で発射する事が出来、日本でいうところの射的遊戯の用途で用いられた。

第二次世界大戦のアメリカ軍では、新兵を訓練する用途で空気銃を用いた。米国人技師のポール・V・マクグラシャンは、1940年に機関銃手の対空射撃訓練用機材としてマクグラシャン・エアマシンガンを米軍に数多く納入した。マクグラシャンの空気機関銃は高圧の外付け圧縮空気タンクより高圧空気の供給を受け、電気式のソレノイドで高速度で空気弁を開閉させることで航空機関砲に近い連射速度で鉛・ベークライト複合材製BB弾を連続発射できるもので、アメリカ陸軍航空隊とアメリカ海軍の航空機に配属される旋回機銃手は何千挺も納入されたマクグラシャンの空気機関銃を用いて、自機に襲い来る戦闘機に対する迎撃射撃の技術を磨いた。空気機関銃は迎撃を受けた標的機を致命的に破壊してしまう危険性が低いため、標的機のパイロットも臆することなく実戦的な機動で訓練機を追い回す事ができる様になり、訓練機のエアガンナーたちの射撃技術の向上に貢献した。米陸軍航空隊はこの空気機関銃を用いた射撃訓練の為だけに、フェアチャイルド AT-21 ガンナーという特別な訓練機と、RP-63 ピンボールという特別な標的機まで製作した。また、アメリカ陸軍はベトナム戦争の際にも近接戦闘における急射訓練(クイック・キル)の器材としてデイジー社のモデル99レバーアクション空気銃を選定、デイジー社は米陸軍内での訓練内容を元に、一般市民も急射訓練を行えるようにした特別なセットモデルを「デイジー・クイックスキル・シューティングキット」の名称で販売した。急射訓練に空気銃を用いるアイデアは、民間人射撃インストラクターであるラッキー・マクダニエルにより1950年代中頃に考案されており、マクダニエルの助言を元に1960年に1年だけ発売されたデイジー製訓練セットではコルク製のBB弾が同梱されていた。なお、今日の日本の陸上自衛隊ではこうした訓練用途では、東京マルイにより自衛隊制式銃器に精巧に似せて製造されたエアソフトガンが用いられている。
日本では狩猟用の空気銃は明治時代からあったが、実用的な狩猟用空気銃が一般に広く販売され始めたのは戦後である。猟銃（散弾銃やライフル銃など）と比較して、空気銃は所持許可申請の手続きが簡便なので、猟銃の所持許可が厳格な地域では空気銃の所持が多い。
2016年現在の日本国内の狩猟用空気銃は全てライフル銃であるが、海外では空気式散弾銃(空気散弾銃)も存在している。日本でも戦前から1930年代中ごろまでにかけては米国のデイジー社(デジ、デジーなどと表記された)などの空気散弾銃や米国キング社、ドイツ製のジェム・エアライフルなどの空気銃が輸入され、少年世界や少年倶楽部などの少年雑誌への広告を通じて青少年に広く販売されていた。当時はエアライフルを単発銃、空気散弾銃を連発銃と称しており、微細な鉛散弾を最大1000発まで装填可能なものは千連發などと称して販売されていた。戦後の日本でも1960年代初頭までは少年 (雑誌)などの雑誌広告にて、西ドイツのダイアナや、イギリスのバーミンガム・スモール・アームズ(BSA、現:ガモ)などの空気銃が販売されていた。こうした空気銃や空気散弾銃は1958年（昭和33年）の銃刀法の施行までは玩具としての扱いであり、後の1963年（昭和38年）の(新)狩猟法の改正までは狩猟免状(銃猟免許)を得ること無く狩猟で用いる事が可能な法定外猟具(2016年現在におけるスリングショットの扱いに近い)であった。昭和38年の銃刀法改正後は金属弾を発射可能な空気銃は狩猟用途以外の事由で所持する事は禁止となり、これ以降日本における遊戯銃は樹脂弾を用いるエアソフトガンや火薬式モデルガンへと移行していった。
単発のエアライフルは、2016年現在でも空気銃のみを対象とした第二種銃猟免許か、装薬銃の許可に空気銃が内包された形となっている第一種銃猟免許の取得により、銃刀法施行前に販売されたスプリング式などの旧型空気銃も猟具として継続使用する事が可能となっているが、空気散弾銃は単発の空気式ライフルに比べて威力が低く、狩猟鳥獣をいたずらに負傷させるのみに終わる(半矢)可能性が高いとして、1970年（昭和45年）より禁止猟具に指定された。海外ではデイジー社のスプリング式や、エア・ベンチュリ(Air Venturi)社などのプリチャージ式空気散弾銃がBB銃のカテゴリーで狩猟・遊戯向けとして販売されているが、日本国内では1968年から1973年に掛けて統一教会傘下の商社である幸世商事による鋭和B3空気散弾銃および、プリチャージ式でセミオートマチック発射が可能な鋭和3Bエアライフルの大量輸入を巡る、日本の公安当局との軋轢(世界基督教統一神霊協会の年表にその経緯が詳しい)を経て禁止猟具への指定が行われた背景もあり、空気散弾銃は2016年現在でも2000年代中ごろに指定された準空気銃共々販売や所持も禁止されている。一方、プリチャージ式セミオート機構のエアライフルは、鋭和3Bが当時のスプリング式などの空気銃と比較して威力が高い事が国会で問題にこそなったものの輸入禁止にまでは至らなかった事もあり、スウェーデンのFXエアガン(FX Airguns)社などの製品が現在でも法定猟具として所持が可能となっている。
また、日本国内ではかつては兵林館を始めとする中小の銃砲店が製造するポンプ式やスプリング式の空気銃が販売されており、1970年代には軍用ライフルの製造で著名な豊和工業が炭酸ガス方式の豊和M55Gで参入したが、2010年代までに山梨県韮崎市に本拠を置くシャープ・チバ社を除いて殆どの国内メーカーが倒産または事業撤退した。1952年創業のシャープ・チバはレバー式プリチャージのシャープ・エースハンターなどで著名であったが、2014年に事業停止となり翌2015年に正式に廃業。2017年現在日本ではエアソフトガンやモデルガンの製造メーカーの隆盛の一方で、狩猟用空気銃の製造を手掛ける国内メーカーは2003年創業のカスタム・テクニクス(CTC)1社のみとなっている。
なお、欧米では空気銃はBB弾やペレット弾だけではなく、尾羽の付いたダーツ弾や銃口にコルクやゴム栓を付けて発射する用途でも用いられており、日本ではこれらの用途に相当する射的専用遊戯銃(縁日の的屋が用いるコルク銃)のメーカーは、2017年現在も極少数のみ活動を継続している。

## 空気銃の製造メーカーとモデル

### エアライフル
- Airgun Techlonogy
  - URAGAN　※圧縮空気式
  - VULCAN3　※圧縮空気式
- アンシュッツ (銃器メーカー)
  - Anschütz LG380　※レバー・スプリング式
  - Anschütz 2001　※ポンプ式
  - Anschütz 2002　※圧縮空気式 & ポンプ式
  - Anschütz 8002,8002-S2　※圧縮空気式
  - Anschütz 9003,9003-S2 PRECISE　※圧縮空気式
  - Anschütz 9015　※圧縮空気式

- ファインベルクバウ
  - M110　※レバー・スプリング式（有反動）
  - M150　※レバー・スプリング式
  - M300　※レバー・スプリング式
  - M600　※ポンプ式
  - M601　※ポンプ式
  - M602　※ポンプ式
  - M603　※ポンプ式
  - C60　※CO2式
  - C62　※CO2式
  - P70　※圧縮空気式
  - M700　※圧縮空気式
  - M800　※圧縮空気式

- ワルサー
  - CG90
  - LG30
  - LG90
  - LG200
  - LG210
  - LG300
  - LGM2
  - LGR
  - LGV
  - LG400

- 豊和工業
  - 豊和M55G
- ステイヤー・スポーツ
  - CO2 Match
  - LP1CP
  - LP10
  - LP2
  - LP2 Compact

### エアピストル
- アンシュッツ
  - Anschütz M10　
  - Anschütz LP-@　※圧縮空気式

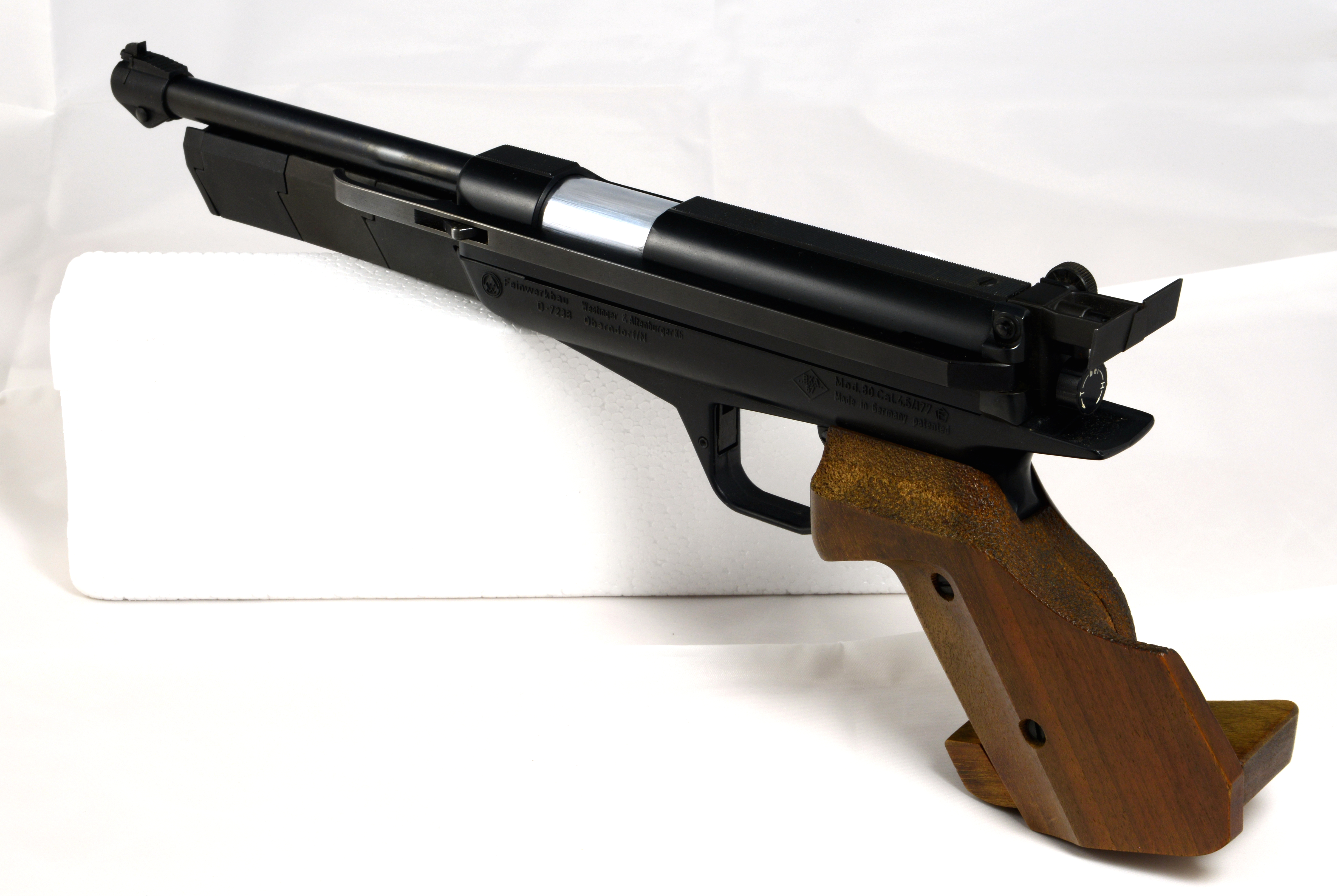
M80

- ファインベルグバウ
  - LG10
  - LG20
  - LG100
  - LG110
  - M65　※レバー・スプリング式
  - M80　※レバー・スプリング式 M80
  - M90　※レバー・スプリング式
  - C10　※CO2式
  - C20　※CO2式
  - C25　※CO2式
  - P40　※圧縮空気式
  - P44　※圧縮空気式
  - P56　※圧縮空気式
  - P103　※ポンプ式
- ワルサー
  - CP1
  - CP2
  - CP3
  - CP5
  - CP200
  - CP201
  - CPM1
  - LP3マッチ・エア・ピストル
  - LP200
  - LP201
  - LP300
  - LPM1
- ステイヤー・スポーツ
  - LG10
  - LG20
  - LG100
  - LG110